# Plasticvervuiling

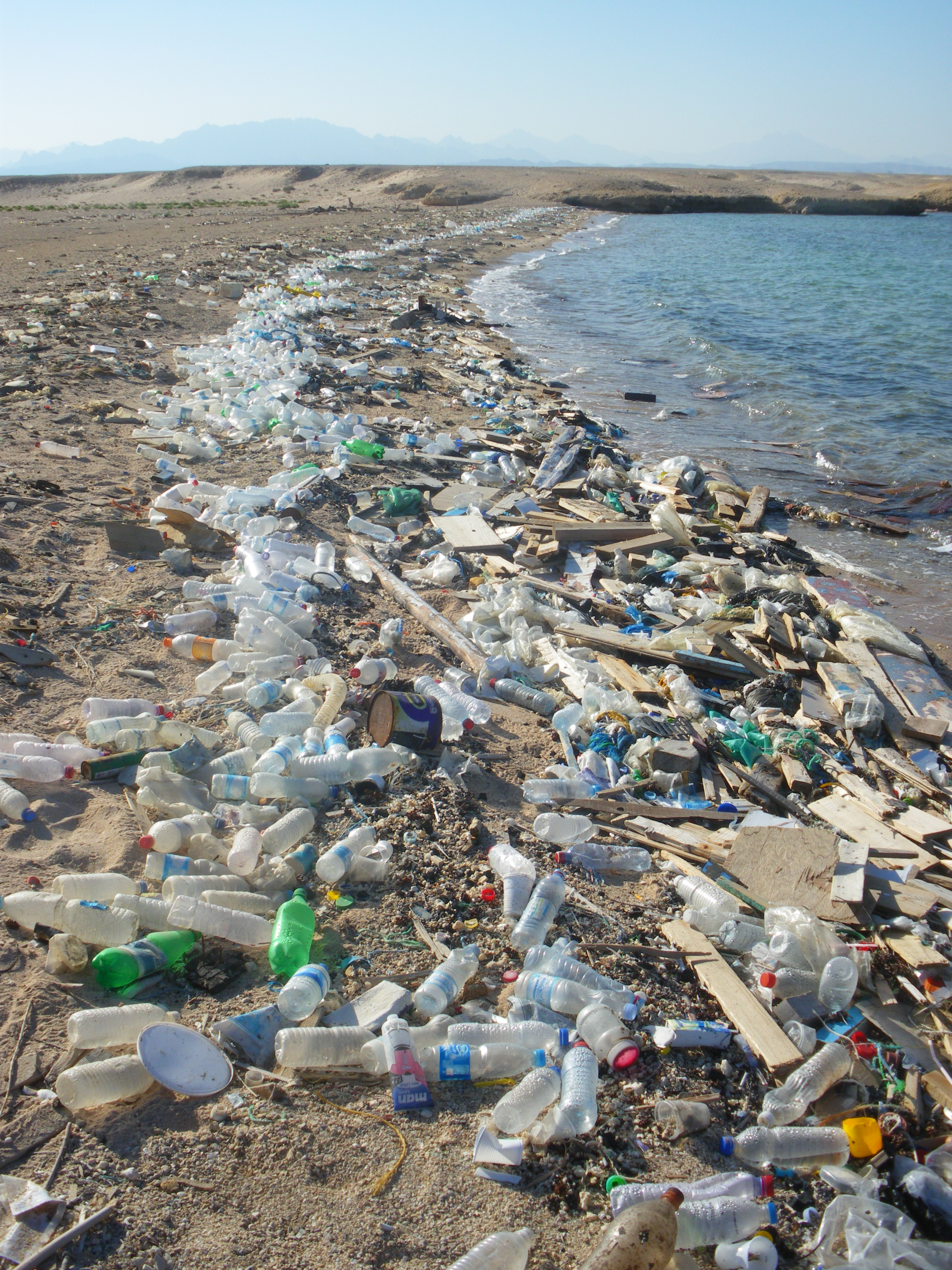
Strand van Port Safaga, Egypte

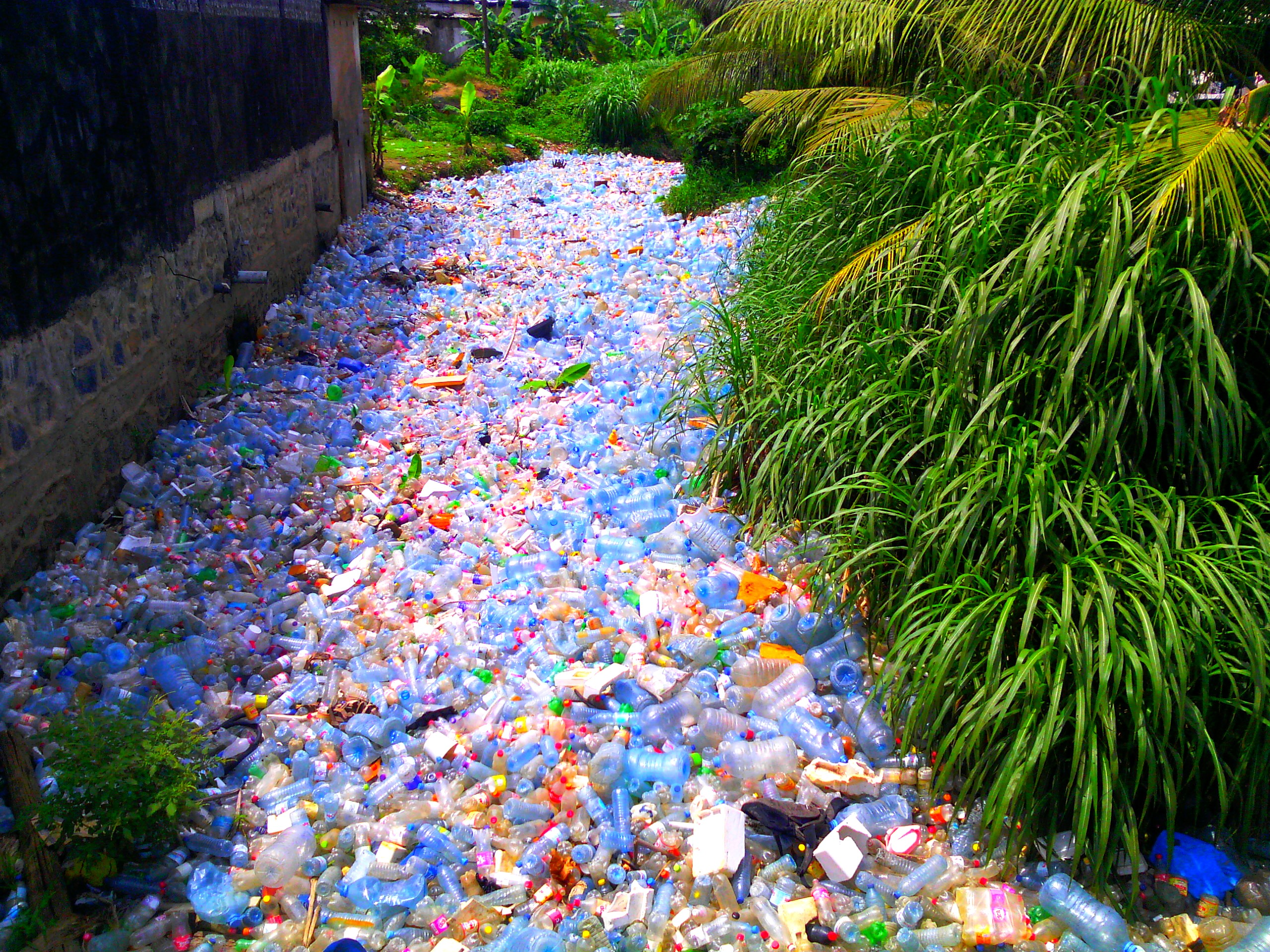
Plasticvervuiling in Douala, Kameroen

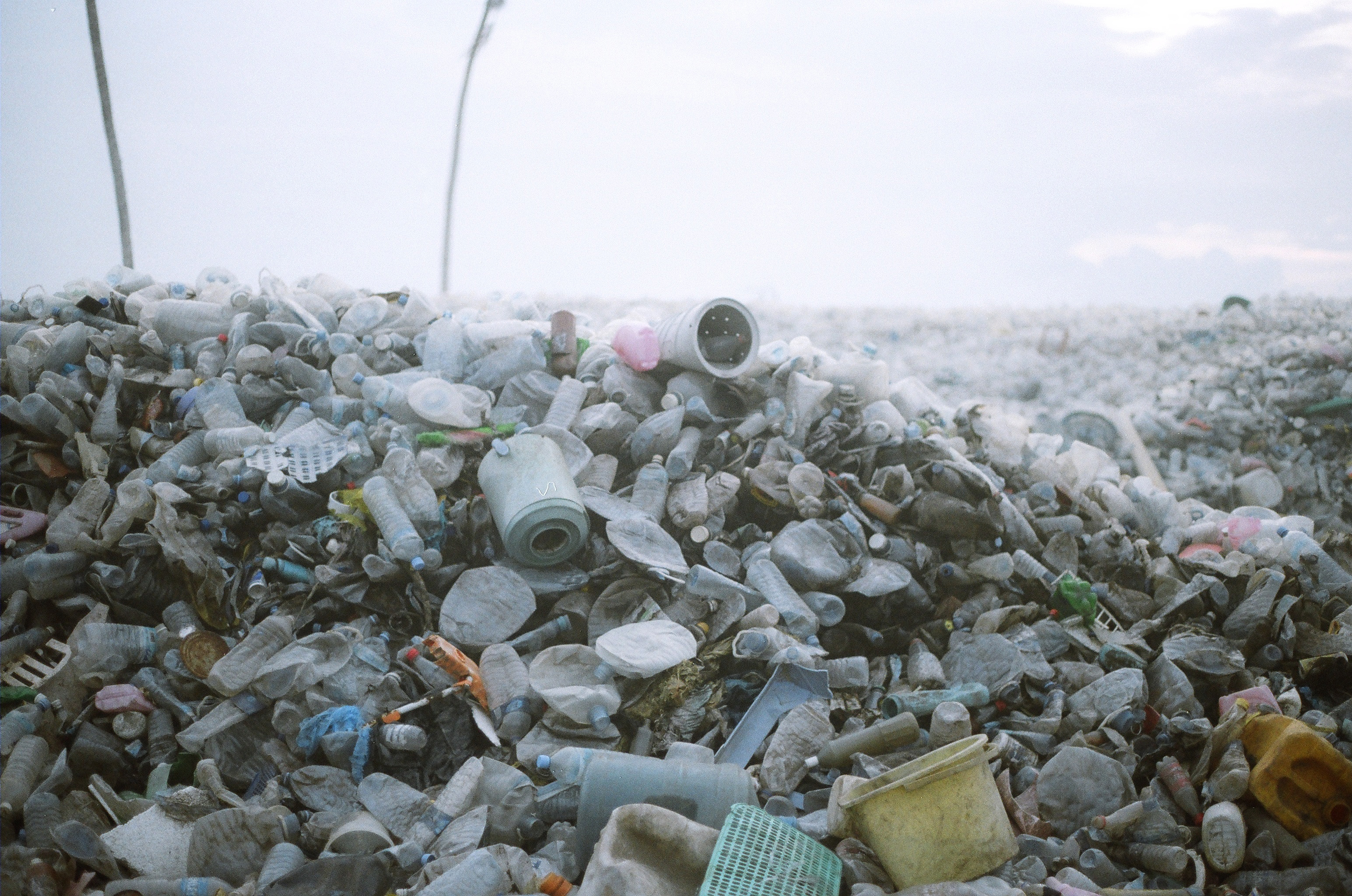
Afvalberg op het kunstmatig eiland Thilafushi, Malediven

Plasticvervuiling is de opeenhoping van plastic voorwerpen en deeltjes (bijvoorbeeld petflessen, tassen en microkorrels) in de natuurlijke omgeving die een negatieve invloed hebben op mensen, dieren in het wild en hun leefgebied.
Plastic is overal te vinden. In 2018 werd een plastic zak ontdekt in de Marianentrog, met een diepte van ongeveer elf kilometer de diepst bekende plek in de oceaan, en in 2020 werden kleine plastic partikels ontdekt in de sneeuw dicht bij de piek van Mount Everest, de hoogste berg ter wereld. In 2019 vonden onderzoeksteams in het ijs en de sneeuw van het noordpoolgebied rond Spitsbergen en Canada duizenden stukjes microplastics en uit een studie in april 2022 van het Alfred Wegener Instituut blijkt de plasticvervuiling op de Noordpool nog erger dan gedacht. Er werden zelfs nanoplastics gevonden diep in de longen van mensen en in de placenta van zwangere vrouwen.

## Algemeen
Kunststoffen, als vervuilende stoffen, worden op grootte ingedeeld in nano-, micro-, meso- of macroplastics. Kunststoffen zijn goedkoop en duurzaam, waardoor ze heel geschikt zijn voor verschillende toepassingen en als gevolg hiervan kiezen fabrikanten er voor om plastic te gebruiken in plaats van andere materialen. De chemische structuur van de meeste kunststoffen maakt ze echter resistent tegen veel natuurlijke afbraakprocessen, waardoor ze langzaam worden afgebroken. Samen zorgen deze twee factoren ervoor dat grote hoeveelheden plastic als verkeerd beheerd afval in het milieu terechtkomen en in het ecosysteem blijven bestaan.
Plasticvervuiling kan zowel land, waterwegen als oceanen teisteren. Naar schatting komt er jaarlijks mogelijk tot 8,8 miljoen ton plastic afval vanuit kustgemeenschappen in de oceaan terecht. Naar schatting was er eind 2013 een totaal van 86 miljoen ton plastic afval, naar schatting circa 1,4% van het plastic dat tussen 1950 en 2013 wereldwijd werd geproduceerd, in de oceaan terechtgekomen. Sommige onderzoekers voorspellen dat er in 2050 in gewicht meer plastic dan vis in de oceanen zou kunnen zijn. Levende organismen, met name zeedieren, kunnen schade oplopen door mechanische effecten zoals verstrikking in plastic voorwerpen of in problemen komen door de inname van plastic afval of door blootstelling aan chemicaliën in plastic die hun fysiologie verstoren. Gedegradeerd plastic afval kan ook mensen beïnvloeden door zowel directe consumptie (bijvoorbeeld in leidingwater), als indirecte consumptie (door het eten van dieren), met verstoring van verschillende hormonale mechanismen tot gevolg.
In 2019 werd circa 368 miljoen ton plastic geproduceerd, waarvan 51% in Azië, waar China de grootste producent ter wereld is. Van de jaren 1950 tot 2018 is er wereldwijd naar schatting 6,3 miljard ton plastic geproduceerd, waarvan naar schatting 9% werd gerecycleerd en nog eens 12% werd verbrand. Een grote hoeveelheid plastic afval komt in het milieu terecht en veroorzaakt problemen in het hele ecosysteem. Studies toonden aan dat de lichamen van 90% van de zeevogels plastic afval bevatten. In sommige gebieden zijn er aanzienlijke inspanningen geleverd om de plasticvervuiling door vrije uitloop te verminderen, door het plasticverbruik te verminderen, zwerfvuil op te ruimen en plasticrecyclage te bevorderen.
Sinds 2020 overtreft de wereldwijde massa geproduceerd plastic de biomassa van alle land- en zeedieren samen. Een wijziging van het Verdrag van Bazel in mei 2019 regelt de export en import van plastic afval, grotendeels bedoeld om de verzending van plastic afval van ontwikkelde landen naar ontwikkelingslanden te voorkomen. Bijna alle landen hebben zich bij deze overeenkomst aangesloten. Op 2 maart 2022 hebben in Nairobi 175 landen beloofd om tegen het einde van het jaar 2024 een juridisch bindende overeenkomst te sluiten met als doel een einde te maken aan de plasticvervuiling.
De hoeveelheid plastic afval nam tijdens de coronapandemie toe als gevolg van de toegenomen vraag naar beschermingsmiddelen en verpakkingsmaterialen waardoor ook grotere hoeveelheden plastic in de oceaan terecht kwamen, vooral plastic van medisch afval en mondmaskers.

## Oorzaken en hoeveelheden

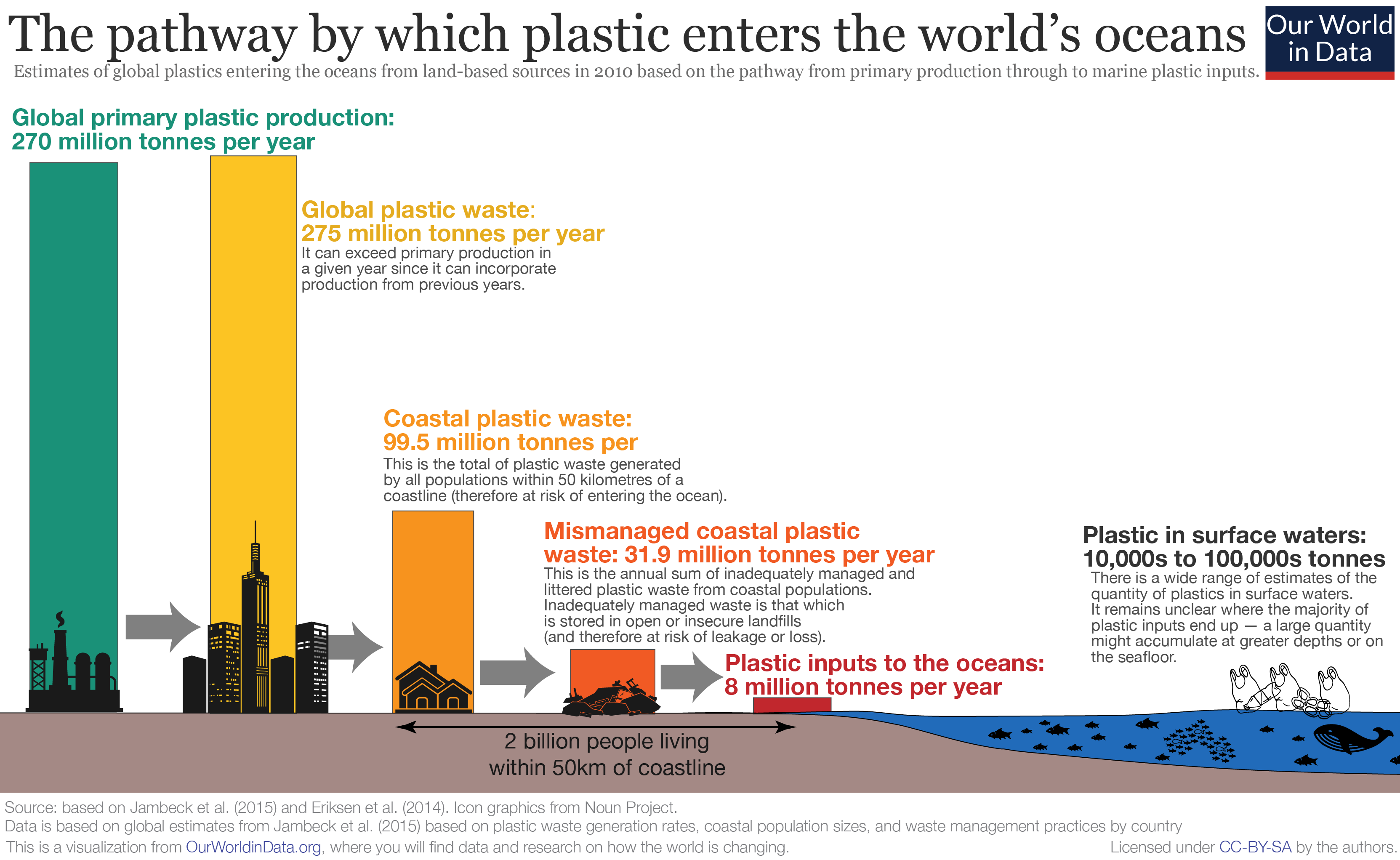
De weg waarlangs plastic in de oceanen terecht komt

Er zijn verschillende schattingen van hoeveel plastic afval er de afgelopen eeuw is geproduceerd. Volgens een schatting is er sinds de jaren 1950 een miljard ton plastic afval weggegooid. Anderen schatten een cumulatieve menselijke productie van 8,3 miljard ton plastic, waarvan 6,3 miljard ton afval en slechts 9% wordt gerecycleerd.
Geschat wordt dat dit afval bestaat uit 81% polymeerhars, 13% polymeervezels en 32% additieven. In 2018 werd meer dan 343 miljoen ton plastic afval gecreëerd, waarvan 90% bestond uit plastic afval van de consumenten (industrieel, agrarisch, commercieel en gemeentelijk plastic afval). De rest was afval van de harsproductie en de productie van plastic producten (zoals materialen die werden afgekeurd vanwege ongeschikte kleur, hardheid of verwerkingseigenschappen).
Een groot deel van het plastic afval bestaat uit plastic verpakkingen. In de Verenigde Staten wordt geschat dat plastic verpakkingen 5% van het huishoudelijk afval uitmaken. Deze verpakking omvat plastic flessen, potten, kuipen en schaaltjes, plastic folie boodschappentassen, vuilniszakken, noppenfolie, huishoudfolie en plastic schuim, bijvoorbeeld geëxpandeerd polystyreen (EPS). Kunststofafval wordt gegenereerd in sectoren zoals de landbouw (bijv. irrigatieleidingen, hekwerk, pellets, mulch), in de bouwsector (bijv. buizen, verf, vloer- en dakbedekking, isolatie- en afdichtingsmiddelen), het transport (bijv. afgesleten banden, wegdek en wegmarkeringen),  elektronische en elektrische apparatuur (e-waste) en de farmaceutica en gezondheidszorg. De totale hoeveelheid plastic afval die door deze sectoren wordt gegenereerd, is onzeker.
Verschillende onderzoeken hebben geprobeerd om plasticvervuiling in het milieu te tellen op zowel nationaal als mondiaal niveau, wat heel moeilijk blijkt te zijn. Een wereldwijde studie schat dat er in 2015 tussen de 60 en 99 miljoen ton plastic afval in het milieu terecht kwam. Volgens schattingen van 2020 is in 2016 19 à 23 miljoen ton plastic afval in aquatische ecosystemen terechtgekomen, terwijl de Pew Charitable Trusts en SYSTEMIQ (2020) schatten dat in hetzelfde jaar 9 tot 14 miljoen ton plastic afval in de oceanen belandde.
Ondanks wereldwijde inspanningen om de productie van plastic afval te verminderen, wordt verwacht dat de plasticvervuiling nog zal toenemen. Modellen geven aan dat, zonder grote ingrepen, tussen de 23 en 37 miljoen ton plastic afval per jaar in de oceanen zou kunnen komen in 2040 en tussen 155 en 265 miljoen ton per jaar in het milieu zou kunnen worden geloosd in 2060. Dergelijke stijgingen zouden waarschijnlijk toe te schrijven zijn aan een aanhoudende stijging van de productie van kunststofproducten, gedreven door de vraag van de consument, in combinatie met onvoldoende verbeteringen in het afvalbeheer. Aangezien het plastic afval dat vrijkomt in het milieu al een aanzienlijke impact heeft op ecosystemen, zou een toename van deze omvang dramatische gevolgen kunnen hebben.
De handel in plastic afval is geïdentificeerd als "een grote boosdoener" van zwerfvuil op zee. Landen die het plastic afval importeren, hebben vaak niet de capaciteit om al het materiaal te verwerken. Als gevolg hiervan hebben de Verenigde Naties een verbod ingesteld op de handel in afvalplastic, tenzij deze aan bepaalde criteria voldoet.

## Soorten plastic afval

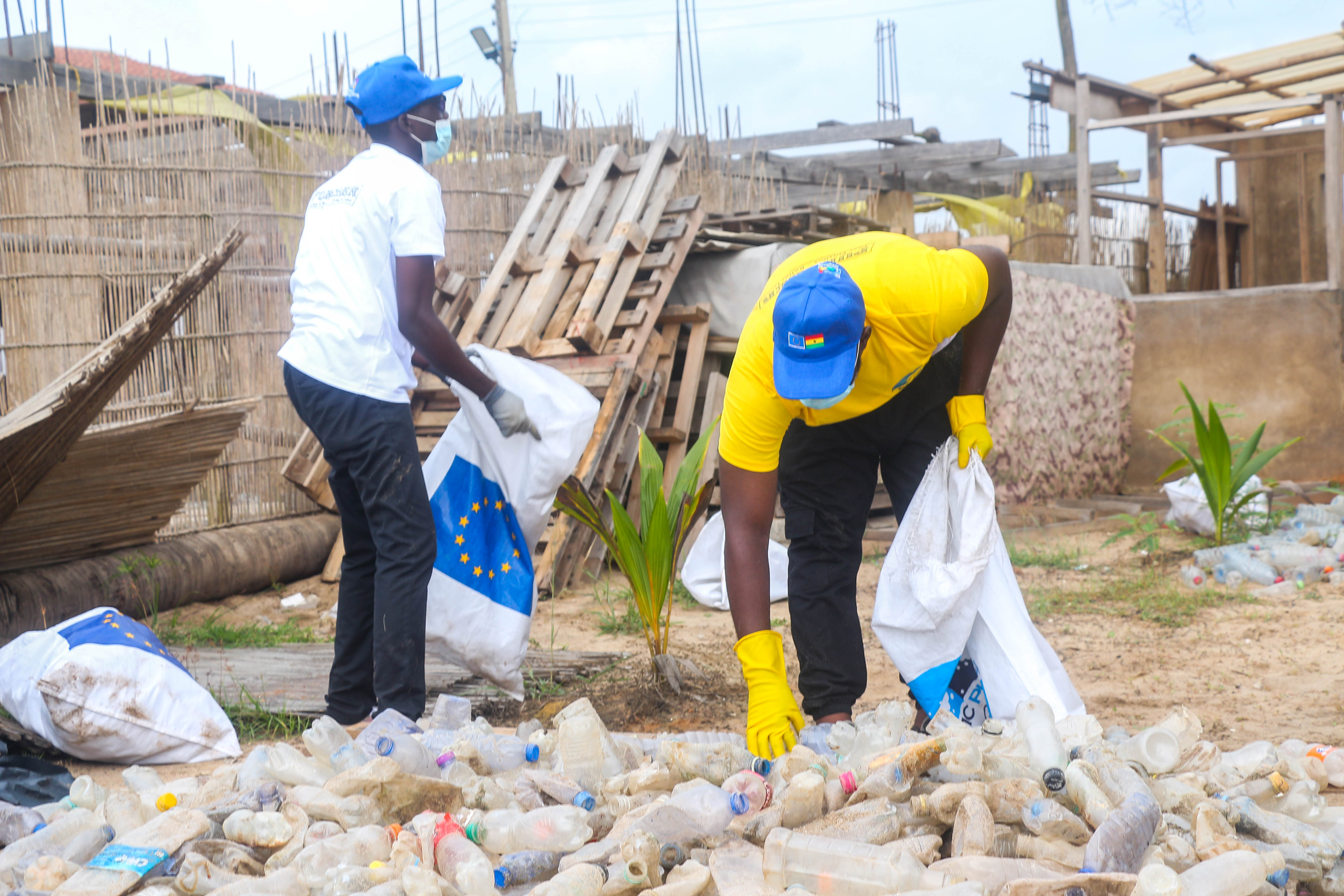
Strandopruiming in Ghana, juni 2022

Er zijn drie belangrijke vormen van plastic die bijdragen aan plasticvervuiling: micro-, macro- en megaplastics. Mega- en microplastics bevinden zich in de hoogste dichtheden op het noordelijk halfrond, geconcentreerd rond stedelijke centra en kusten. Plastic is te vinden voor de kust van sommige eilanden vanwege de stroming die het afval meevoert. Zowel mega- als macroplastics worden aangetroffen in verpakkingen, schoeisel en andere huishoudelijke artikelen die bijvoorbeeld vanaf schepen zijn verloren gegaan of op stortplaatsen zijn weggegooid. Visserijgerelateerd plastic afval is eerder te vinden rond afgelegen eilanden.
Plastic afval wordt ook gecategoriseerd als primair of secundair. Primaire kunststoffen zijn in hun oorspronkelijke vorm wanneer ze worden ingezameld. Voorbeelden hiervan zijn doppen, sigarettenpeuken en microkralen. Secundaire kunststoffen daarentegen zijn het gevolg van de afbraak van deze primaire kunststoffen.

### Microafval

Microplastics in de oceaan 1950-2000 en voorspellingen naar 2050 (in miljoen ton).

Microplastics zijn stukjes plastic tussen 2 mm en 5 mm groot. Plastic afval dat begint als meso- of macroplastics kan microplastics worden door degradatie of botsingen die het in kleinere stukjes laten uiteenvallen. Microplastics wordt vaker nurdles genoemd. Nurdles worden gerecycleerd om nieuwe kunststof voorwerpen te maken maar komen vanwege hun kleine formaat gemakkelijk in het milieu terecht tijdens de productie en via rivieren en beken in oceaanwater terecht. Microplastics die afkomstig zijn van schoonmaak- en cosmetische producten worden ook wel scrubbers genoemd. Omdat microplastics zo klein zijn, worden ze vaak door filtervoedende organismen geconsumeerd.
Het Ocean Conservancy meldde dat China, Indonesië, de Filipijnen, Thailand en Vietnam meer plastic in zee dumpen dan alle andere landen samen. Geschat wordt dat 10% van het plastic in de oceaan nurdles zijn, waardoor ze, samen met plastic zakken en voedselcontainers, een van de meest voorkomende vormen van plasticvervuiling zijn. Deze microplastics kunnen zich ophopen in de oceanen en zorgen voor de ophoping van persistente bioaccumulerende toxines zoals bisfenol A, polystyreen, DDT en pcb's die hydrofoob van aard zijn en nadelige gevolgen voor de gezondheid kunnen hebben.

### Hoeveelheden, locaties, tracking en correlaties van het microafval
Een studie uit 2004 door Richard Thompson van de Universiteit van Plymouth vond een grote hoeveelheid microplastics op stranden en in wateren in Europa, Amerika, Australië, Afrika en Antarctica. Thompson en zijn medewerkers ontdekten dat plastic korrels van zowel huishoudelijke als industriële bronnen werden afgebroken tot veel kleinere stukjes plastic, waarvan sommige een diameter hadden die kleiner was dan die van een mensenhaar. Als het niet wordt ingeslikt, drijft dit microafval in plaats van te worden opgenomen in het mariene milieu. Thompson gaf aan dat er 300.000 plastic voorwerpen per vierkante kilometer zeeoppervlak en 100.000 plastic deeltjes per vierkante kilometer zeebodem kunnen zijn. International Pellet Watch verzamelde monsters van polyethyleenpellets van 30 stranden in 17 landen die werden geanalyseerd op organische microverontreinigingen. Er werd vastgesteld dat pellets die gevonden werden op stranden in de Verenigde Staten, Vietnam en zuidelijk Afrika verbindingen bevatten van pesticiden die wijzen op een hoog gebruik van pesticiden in de gebieden. In 2020 maakten wetenschappers wat misschien wel de eerste wetenschappelijke schatting is van hoeveel microplastic zich in de zeebodem van de aarde bevindt, na onderzoek van zes gebieden met een diepte tot circa drie kilometer voor de Australische kust. Ze schatten dat de zeebodem van de aarde ongeveer 14 miljoen ton microplastic bevat, ongeveer het dubbele van de hoeveelheid die geschat werd op basis van gegevens uit eerdere studies.
Volgens een studie in januari 2022 kunnen nanoplastics meer dan 2000 kilometer door de lucht reizen. Nadat ze in de Zwitserse Alpen waren gevonden, gingen onderzoekers op zoek naar de hoeveelheid nanoplastics in de sneeuw en schatten dat er elk jaar ongeveer 43 biljoen kleine plastic deeltjes in Zwitserland terechtkomen. Op de top van de berg Hoher Sonnenblick in het nationale park Hohe Tauern in Oostenrijk, bestudeerden wetenschappers een klein gebied op een hoogte van 3106 meter. Vervolgens werd de oorsprong van deze minuscule deeltjes getraceerd met behulp van Europese wind- en weergegevens, waarbij werd vastgesteld dat de grootste emissie van nanoplastics in de atmosfeer plaatsvindt in dichtbevolkte, stedelijke gebieden zoals steden. Ongeveer 30% van de gemeten nanoplasticdeeltjes op de top van de berg was afkomstig uit een straal van 200 kilometer, voornamelijk uit steden. Doordat de verspreiding van plastic uit de oceanen door de nevel van de golven in de lucht komt, werd ongeveer 10% van de deeltjes die in het onderzoek werden gemeten, door de wind over 2000 kilometer op de berg geblazen, sommigen afkomstig uit de Atlantische Oceaan.

### Macroafval
Plastic afval wordt gecategoriseerd als macroafval wanneer het groter is dan 20 millimeter. Dit omvat items zoals bijvoorbeeld plastic boodschappentassen. Macroafval wordt vaak aangetroffen in oceaanwateren en kan ernstige gevolgen hebben voor de inheemse organismen. Visnetten behoren tot de belangrijkste vervuilers. Zelfs nadat ze zijn achtergelaten, blijven ze zeedieren, vissen en ander plastic afval vangen. Uiteindelijk worden deze achtergelaten netten te moeilijk om uit het water te halen omdat ze te zwaar zijn geworden, met een gewicht tot 6 ton.

## Plasticproductie
Er werd naar schatting 9,2 miljard ton plastic geproduceerd tussen 1950 en 2017, waarvan meer dan de helft van dit plastic geproduceerd werd vanaf 2004. De wereldwijde plasticproductie is de afgelopen decennia exponentieel gestegen, anno 2020 was er sprake van zo'n 400 miljoen ton per jaar. Van al het plastic dat tot nu toe is afgedankt, werd 14% verbrand en minder dan 10% gerecycleerd.

### Ontbinding van kunststoffen
Kunststoffen dragen bij aan ongeveer 10% van het afgedankte afval. Er bestaan veel soorten kunststoffen, afhankelijk van de methode voor hun polymerisatie. Afhankelijk van hun chemische samenstelling hebben kunststoffen en harsen verschillende eigenschappen met betrekking tot de absorptie en adsorptie van verontreinigingen. De afbraak van polymeren duurt veel langer als gevolg van zoute omgevingen en het verkoelende effect van de zee. Deze factoren dragen bij aan de persistentie van plastic afval in bepaalde omgevingen. Studies in 2009 hebben aangetoond dat plastic in de oceaan sneller ontbindt dan ooit werd gedacht, als gevolg van blootstelling aan zon, regen en andere omgevingscondities, wat resulteert in het vrijkomen van giftige chemicaliën zoals bisfenol A. Vanwege het toegenomen volume plastics in de oceaan is de ontbinding vertraagd. Het Marine Conservancy heeft de afbraaksnelheden van verschillende plastic producten voorspeld. Geschat wordt dat een schuimplastic beker 50 jaar nodig heeft, een plastic bekerhouder 400 jaar, een wegwerpluier 450 jaar en een vislijn 600 jaar om af te breken. Plastics bevatten een overvloed aan persistent organic pollutants (ook bekend als POP's), organische verbindingen die niet vergaan. Deze verontreinigende stoffen worden in verband gebracht met een verhoogde verspreiding van algenbloei.

### De meest plasticvervuilende merken
In 2019 organiseerde de groep Break Free From Plastic meer dan 70.000 vrijwilligers in 51 landen om plastic afval in te zamelen en te identificeren. Deze vrijwilligers verzamelden 476.423 stuks plastic afval, waarvan 43% gemarkeerd was met een duidelijk consumentenmerk. De meest voorkomende merken waren Coca-Cola, Nestlé en PepsiCo. Volgens de wereldwijde campagnecoördinator voor het project Emma Priestland is de enige manier om het probleem op te lossen het stoppen van de productie van plastic voor eenmalig gebruik en in plaats daarvan het gebruik van herbruikbare producten. China is de grootste consument van plastic voor eenmalig gebruik.
- Coca-Cola antwoordde dat meer dan 20% van hun producten wordt geleverd in hervulbare verpakkingen, ze verminderen de hoeveelheid plastic in secundaire verpakkingen.[33]
- Nestlé antwoordde dat 87% van hun verpakkingen en 66% van hun plastic verpakkingen kunnen worden hergebruikt of gerecycleerd en dat ze in 2025 daarvan 100% willen maken. Tegen dat jaar willen ze het verbruik van nieuw plastic met een derde verminderen.[33]
- PepsiCo antwoordde dat ze plastic verpakkingen voor eenmalig gebruik in hun drankenindustrie tegen 2025 met 35% willen verminderen en ook de hergebruik- en hervulverpakkingen willen uitbreiden, wat 67 miljard flessen voor eenmalig gebruik tegen 2025 zou moeten voorkomen.[33]

## De grootste plasticvervuilende landen
Top 12 plasticvervuilers
De National Academy of Sciences van de Verenigde Staten schatte in 2022 dat de wereldwijde invoer van plastic in de oceaan 8 miljoen ton plastic per jaar bedroeg. Een studie van de ngo The Ocean Cleanup uit 2021 schatte dat rivieren tussen de 0,8 en 2,7 miljoen ton plastic in de oceaan transporteren, en rangschikte de landen van deze rivieren. De top tien van de meest vervuilende landen via hun rivieren: de Filippijnen, India, Maleisië, China, Indonesië, Myanmar, Brazilië, Vietnam, Bangladesh en Thailand. In een studie gepubliceerd door Environmental Science & Technology in oktober 2017, werd berekend dat tien rivieren waarvan twee in Afrika (de Nijl en de Niger) en acht in Azië (de Ganges, Indus, Gele Rivier, Yangtze, Hai He, Parelrivier, Mekong en Amoer) verantwoordelijk zijn voor 88 tot 95% van het wereldwijde transport van het plastic naar de zee.
Onderstaande tabel geeft een overzicht van de 20 landen die in 2010 de meeste plasticvervuiling veroorzaakten, volgens een studie gepubliceerd in het wetenschappelijk tijdschrift Science (2015):
| Positie | Land             | Plasticvervuiling (in 1000 ton per jaar) |
| ------- | ---------------- | ---------------------------------------- |
| 1       | China            | 8820                                     |
| 2       | Indonesië        | 3220                                     |
| 3       | Filipijnen       | 1880                                     |
| 4       | Vietnam          | 1830                                     |
| 5       | Sri Lanka        | 1590                                     |
| 6       | Thailand         | 1030                                     |
| 7       | Egypte           | 970                                      |
| 8       | Maleisië         | 940                                      |
| 9       | Nigeria          | 850                                      |
| 10      | Bangladesh       | 790                                      |
| 11      | Zuid-Afrika      | 630                                      |
| 12      | India            | 600                                      |
| 13      | Algerije         | 520                                      |
| 14      | Turkije          | 490                                      |
| 15      | Pakistan         | 480                                      |
| 16      | Brazilië         | 470                                      |
| 17      | Myanmar          | 460                                      |
| 18      | Marokko          | 310                                      |
| 19      | Noord-Korea      | 300                                      |
| 20      | Verenigde Staten | 280                                      |

Alle landen van de Europese Unie samen zouden op de achttiende plaats terechtkomen.

## Gevolgen

### Gevolgen voor het milieu en de natuurlijke omgeving

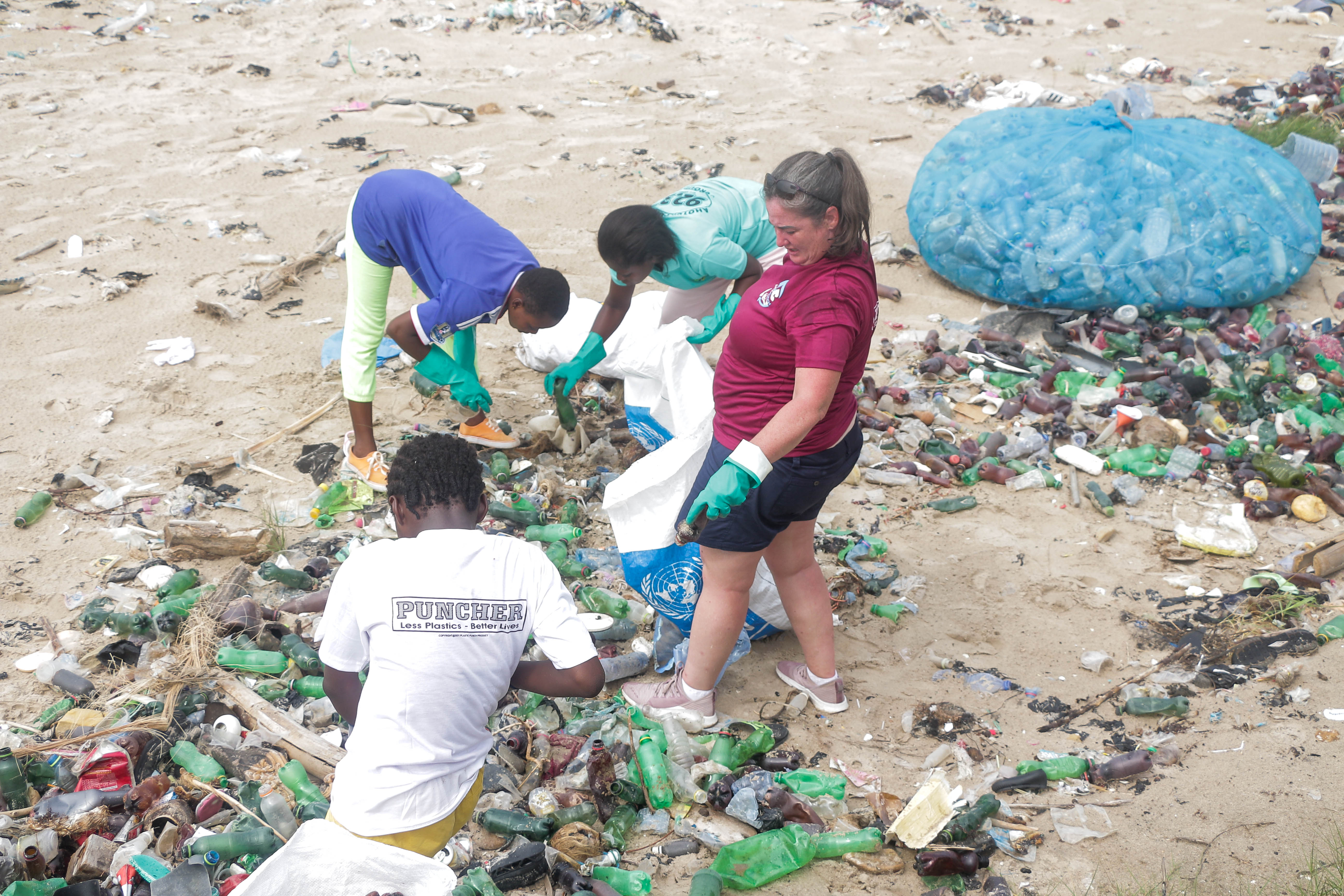

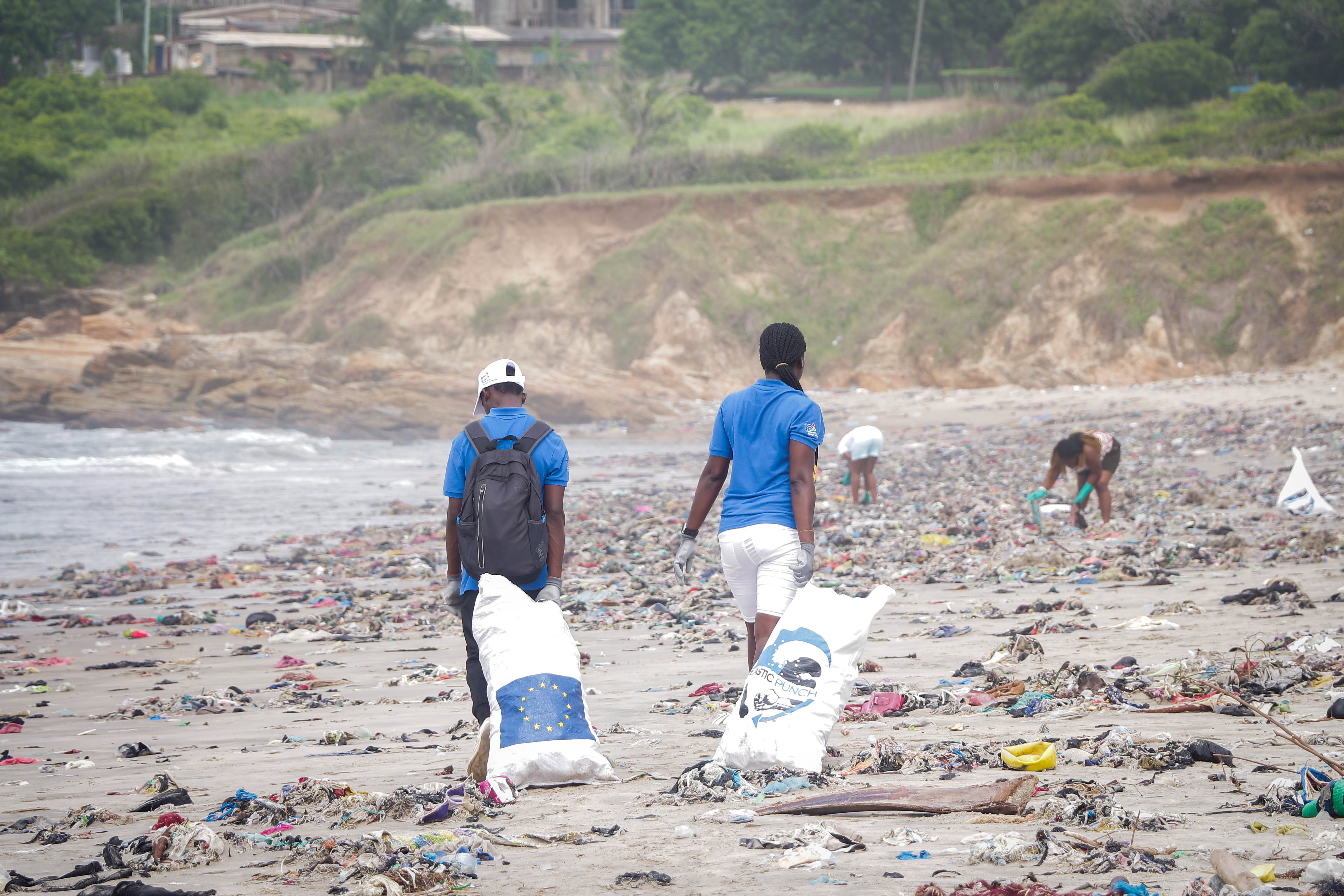
Een man en vrouw slepen een zak met plastic afval mee dat is verzameld op een strand in Ghana

De verspreiding van plastic afval is zeer variabel als gevolg van bepaalde factoren, zoals wind- en oceaanstromingen, kustgeografie, stedelijke gebieden en handelsroutes. Ook de menselijke bevolking in bepaalde gebieden speelt hierbij een grote rol. Plastic wordt vaker aangetroffen in afgesloten gebieden zoals het Caribisch gebied. Via het afval verspreiden zich organismen naar afgelegen kusten die niet hun oorspronkelijke omgeving zijn. Dit zou de variabiliteit en verspreiding van organismen in specifieke gebieden die biologisch minder divers zijn, mogelijk kunnen vergroten. Kunststoffen kunnen ook worden gebruikt als vectoren voor chemische verontreinigingen zoals persistente organische verontreinigende stoffen en zware metalen. Plasticvervuiling heeft ook een grote negatieve invloed gehad op ons milieu. De vervuiling is aanzienlijk en wijdverbreid, met plastic afval dat zelfs in de meest afgelegen kustgebieden en in elke mariene habitat wordt gevonden.
In januari 2022 definieerde een groep wetenschappers een planetaire grens voor "nieuwe entiteiten" (vervuiling, inclusief plasticvervuiling) en ontdekte dat deze al was overschreden. Volgens co-auteur Patricia Villarubia-Gómez van het Stockholm Resilience Centre: "Sinds 1950 is de productie van chemicaliën vervijfvoudigd. Naar verwachting zal dit tegen 2050 weer verdrievoudigen". Er zijn minstens 350.000 kunstmatige chemicaliën in de wereld. Ze hebben meestal "negatieve effecten op de gezondheid van de planeet". Alleen plastic bevat meer dan 10.000 chemicaliën en zorgt voor grote problemen. De onderzoekers pleiten voor beperking van de chemische productie en een verschuiving naar een circulaire economie, dat wil zeggen naar producten die kunnen worden hergebruikt en gerecycleerd.
In het mariene milieu veroorzaakt plasticvervuiling verstrikking, toxicologische effecten via inname van plastic, verstikking, uithongering en verspreiding van organismen. Het creëren van nieuwe habitats en de introductie van invasieve soorten zijn belangrijke ecologische effecten met een groeiende bedreiging voor de biodiversiteit. Degradatie (veranderingen in de toestand van het ecosysteem) en wijzigingen van mariene systemen gaan gepaard met verlies van ecosysteemdiensten en -waarden. Bijgevolg beïnvloedt deze opkomende verontreiniging de sociaal-economische aspecten door negatieve effecten op toerisme, visserij, scheepvaart en menselijke gezondheid.

#### Plasticvervuiling als oorzaak van klimaatverandering
In 2019 verscheen een nieuw rapport "Plastic and Climate". Volgens het rapport zal de productie en verbranding van plastic in 2019 het equivalent van 850 miljoen ton koolstofdioxide (CO2) aan broeikasgassen in de atmosfeer brengen. Volgens de huidige trend zal de jaarlijkse uitstoot van deze bronnen toenemen tot 1,34 miljard ton in 2030. Tegen 2050 zou plastic 56 miljard ton broeikasgassen kunnen uitstoten, tot wel 14 procent van het resterende koolstofbudget van de aarde. Tegen 2100 zal het 260 miljard ton uitstoten, meer dan de helft van het koolstofbudget. Dat zijn emissies bij productie, transport, verbranding, maar er zijn ook emissies van methaan en effecten op fytoplankton.

### Gevolgen van plasticvervuiling op het land
Plasticvervuiling op het land vormt een bedreiging voor de planten en dieren, inclusief de mensen die op het land leven. Er wordt geschat dat de hoeveelheid plastic op het land tussen de vier en drieëntwintig maal de hoeveelheid is van de hoeveelheid plastic in de oceanen. De hoeveelheid plastic op het land is groter en meer geconcentreerd dan die in het water. Verkeerd beheerd plastic afval varieert van 60 procent in Oost-Azië en de Grote Oceaan tot een procent in Noord-Amerika.
In 2021 stelde een rapport van de Voedsel- en Landbouworganisatie van de Verenigde Naties vast dat plastic veel wordt gebruikt in de landbouw. Er zit meer plastic in de bodem dan in de oceanen. De aanwezigheid van plastic in het milieu schaadt ecosystemen en de menselijke gezondheid en vormt een bedreiging voor de voedselveiligheid. Gechloreerd plastic kan schadelijke chemicaliën afgeven in de omringende bodem, die vervolgens in het grondwater of andere omringende waterbronnen en ook in het ecosysteem van de wereld kunnen sijpelen. Dit kan ernstige schade toebrengen aan iedereen die het water drinkt.

#### Effect op overstromingen

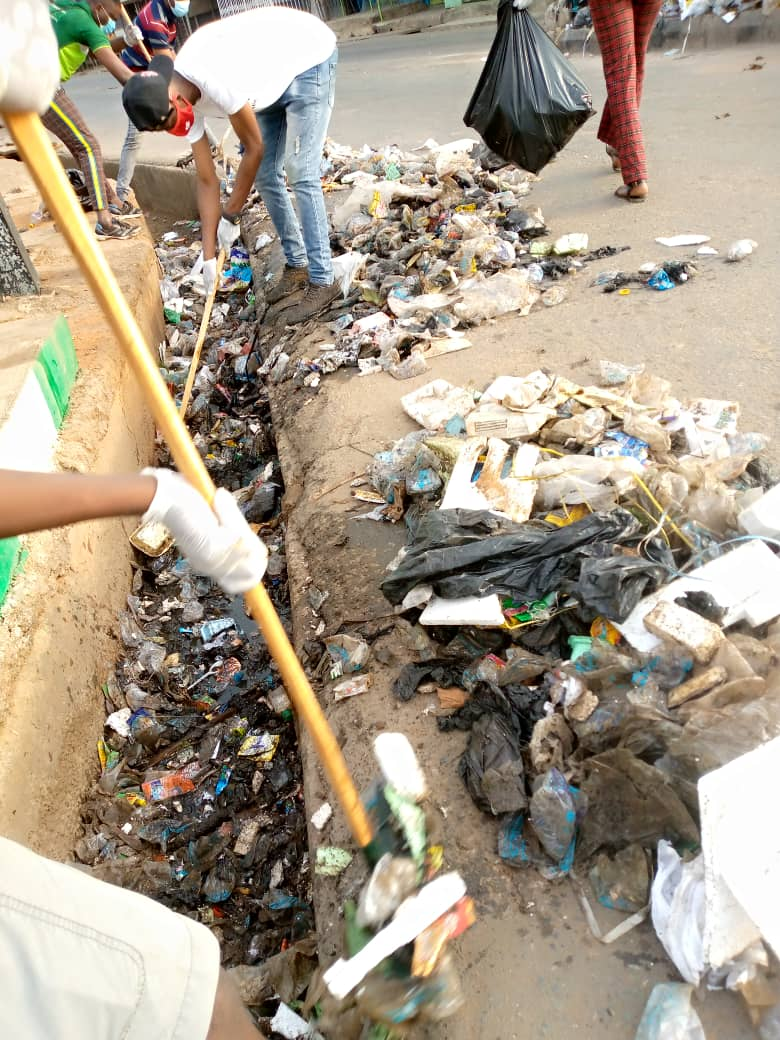
Vrijwilligers ruimen goten op in Ilorin, Nigeria. Zelfs als er voldoende infrastructuur voor sanitaire voorzieningen is, kan plasticvervuiling de afvoer van afvalwater belemmeren.

Plastic afval kan regenafvoeren verstoppen en dergelijke verstoppingen kunnen de schade door overstromingen vergroten, vooral in stedelijke gebieden. Een opeenhoping van plastic afval verhoogt het waterpeil stroomopwaarts en kan het risico op stedelijke overstromingen vergroten. Zo neemt bijvoorbeeld in Bangkok het overstromingsrisico aanzienlijk toe doordat plastic afval het toch al overbelaste rioolstelsel verstopt.

#### In kraanwater
Uit een onderzoek uit 2017 bleek dat 83% van de kraanwatermonsters die over de hele wereld zijn genomen, verontreinigende plastic stoffen bevatten. Dit was de eerste studie die zich richtte op de wereldwijde vervuiling van drinkwater met kunststoffen en toonde aan dat met een besmettingsgraad van 94%, kraanwater in de Verenigde Staten het meest vervuild was, gevolgd door Libanon en India. Europese landen zoals het Verenigd Koninkrijk, Duitsland en Frankrijk hadden het laagste besmettingspercentage, maar met 72% nog steeds hoog. Dit betekent dat mensen per jaar tussen de 3000 en 4000 microdeeltjes plastic uit kraanwater binnen krijgen. De analyse vond deeltjes van meer dan 2,5 micron groot, wat 2500 keer groter is dan een nanometer. Het is onduidelijk of deze verontreiniging de menselijke gezondheid aantast, maar als blijkt dat het water ook verontreinigende stoffen door nanodeeltjes bevat, kunnen er, volgens wetenschappers die bij het onderzoek betrokken waren, nadelige gevolgen zijn voor het menselijk welzijn. De vervuiling van kraanwater door plastic blijft echter onderbelicht, net als de verbanden tussen de overdracht van vervuiling tussen mens, lucht, water en bodem.

#### In terrestrische ecosystemen
Verkeerd beheerd plastic afval (Engels: mismanaged plastic waste of MMPW) leidt ertoe dat plastic direct of indirect in terrestrische ecosystemen terechtkomt. Er is een aanzienlijke toename van de vervuiling door microplastics als gevolg van de slechte behandeling en verwijdering van plastic materialen. Met name plasticvervuiling in de vorm van microplastics komt tegenwoordig veel voor in de bodem. Het komt de grond binnen via het oppervlak om uiteindelijk in de ondergrond terecht te komen. Deze microplastics vinden hun weg naar planten en dieren.
Afvalwater en slib van afvalwater bevatten grote hoeveelheden plastic. Afvalwaterzuiveringsinstallaties hebben geen zuiveringsproces om microplastics te verwijderen, waardoor kunststoffen in water en bodem terechtkomen wanneer afvalwater en slib voor landbouwdoeleinden op het land worden gebracht. Verschillende onderzoekers hebben plastic microvezels gevonden die vrijkomen wanneer fleece en ander polyester textiel in wasmachines wordt gereinigd. Deze vezels kunnen via effluent worden overgebracht naar het land waardoor het bodemmilieu vervuilt.
De toename van plastic- en microplasticvervuiling in de bodem kan nadelige effecten hebben op planten en micro-organismen in de bodem, wat op zijn beurt de bodemvruchtbaarheid kan aantasten. Microplastics tasten bodemecosystemen aan die belangrijk zijn voor plantengroei. Planten zijn belangrijk voor het milieu en ecosystemen, dus de kunststoffen zijn schadelijk voor planten en organismen die in deze ecosystemen leven.
Microplastics veranderen de biofysische eigenschappen van de bodem die de kwaliteit van de bodem beïnvloeden. Dit heeft gevolgen voor de biologische activiteit van de bodem, de biodiversiteit en de plantgezondheid. Microplastics in de bodem beïnvloeden de groei van een plant. Het vermindert de kieming van zaailingen, beïnvloedt het aantal bladeren, de stengeldiameter en het chlorofylgehalte in deze planten.
Microplastics in de bodem vormen niet alleen een risico voor de bodembiodiversiteit, maar ook voor de voedselveiligheid en de menselijke gezondheid. Bodembiodiversiteit is belangrijk voor de plantengroei in de agrarische industrie. Agrarische activiteiten zoals plastic bodembedekking en het gebruik van gemeentelijk afval dragen bij aan de microplasticvervuiling in de bodem. Door mensen gemodificeerde bodems worden vaak gebruikt om de productiviteit van gewassen te verbeteren, maar de effecten zijn meer schadelijk dan nuttig.
Kunststoffen geven ook giftige chemicaliën af in het milieu en veroorzaken fysieke, chemische schade en biologische schade aan organismen. Inname van plastic leidt niet alleen tot de dood bij dieren door verstopping van de darmen, maar het kan ook in de voedselketen terechtkomen, wat nadelige gevolgen heeft voor mensen.

### Gevolgen van plasticvervuiling in zeeën en oceanen

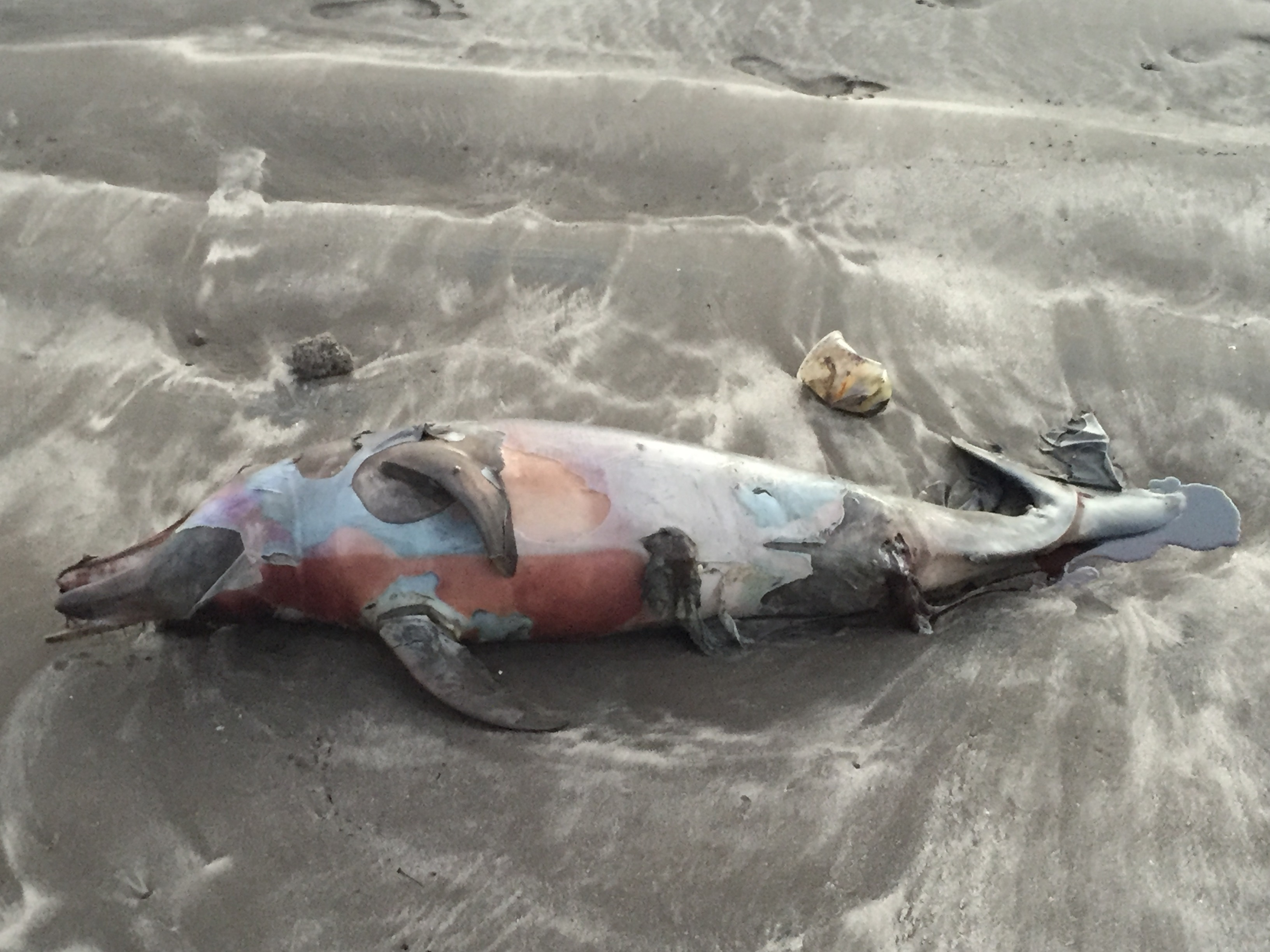
Dode dolfijn door plastic afval

Mariene plasticvervuiling (of plasticvervuiling in de oceaan) is een vorm van zeevervuiling door plastic, variërend in grootte van groot origineel materiaal zoals flessen en tassen tot microplastics gevormd door defragmentatie van plastic materiaal. Zeeafval is voornamelijk weggegooid afval waarvan een klein deel op de oceaan drijft. Tachtig procent van het afval in zee is plastic. Microplastics en nanoplastics zijn het resultaat van de afbraak of fotodegradatie van plastic afval in oppervlaktewateren, rivieren of oceanen. Naar schatting was er eind 2013 circa 86 miljoen ton plastic afval in de oceanen en zeeën, ervan uitgaande dat 1,4% van het wereldwijde plastic dat tussen 1950 en 2013 werd geproduceerd, in de oceaan is terechtgekomen en zich daar heeft opgehoopt. Naar schatting komt jaarlijks 19 tot 23 miljoen ton plastic in aquatische ecosystemen terecht. Tijdens de VN-Oceaanconferentie in 2017 werd geschat dat de oceanen tegen het jaar 2050 meer plastic dan vis zouden kunnen bevatten.
Plasticvervuiling brengt het leven van de zeedieren in gevaar met zelfs mogelijk uitsterven tot gevolg. Zeedieren zoals zeevogels, walvissen, vissen en schildpadden zien plastic afval voor prooi. De meesten sterven dan van de honger als hun magen gevuld raken met plastic. Ze lijden ook aan snijwonden, infecties, verminderd vermogen om te zwemmen en inwendige verwondingen. Globaal sterven naar schatting elk jaar 100.000 zeezoogdieren zoals walvissen, dolfijnen, bruinvissen, zeehonden en zeeleeuwen als gevolg van plasticvervuiling.
Onderzoekers van de Universiteit van Bazel en het Alfred Wegener Instituut hebben onderzocht hoe Antarctica, hoewel afgelegen, werd verstoord door het groeiende probleem van plasticvervuiling. Ze ontdekten kleine hoeveelheden microplastics in het zeewater. Ze ontdekten dat 47% van de deeltjes die identificeerbaar zijn als microplastics, gemaakt zijn van plastic dat kan worden gebruikt als bindmiddel in scheepsverf. Andere geïdentificeerde microplasticdeeltjes waren polyethyleen, polypropyleen en polyamiden, gebruikt in verpakkingsmaterialen en visnetten, en andere zeegerelateerde stoffen. Dit geeft aan dat scheepsverf en scheepvaart waarschijnlijk de belangrijkste bron van microplastics in de Zuidelijke Oceaan zijn.

### Gevolgen van plasticvervuiling op zoetwater en ecosystemen
Er werd al heel veel onderzoek uitgevoerd naar plasticvervuiling in mariene ecosystemen maar nog weinig onderzoek naar vervuiling door plastic in zoetwater. Er zijn weinig gegevens over de hoeveelheden kunststoffen (alle groottes) in zoetwateromgevingen. Dit is met name belangrijk om de uitstroom van plastic via rivieren naar de oceanen van de wereld in te schatten. Gegevens over macroplastics uit de meest vervuilde en grotere rivieren zijn erg schaars, hoewel macroplastics een enorme input vormen in termen van plasticgewicht. Daarnaast kunnen macroplastics een belangrijke rol spelen bij het transporteren van verkeerd beheerd plastic afval, maar er zijn bijna geen studies. Hoewel veel van de meest met plastic vervuilde rivieren in Azië liggen, werd slechts 14% van de beoordeelde onderzoeken in dit continent uitgevoerd. De potentiële schade van macroplastics aan zoetwaterfauna is nog niet vastgesteld, hoewel dit uitvoerig is gedocumenteerd bij vergelijkbare mariene soorten. In sommige gebieden is de rechtstreekse lozing van afval in rivieren een factor die door de moderne wetgeving slechts enigszins wordt beperkt.

#### Effecten op zoetwaterbiodiversiteit

##### Ongewervelden
Er werden al heel veel studies gepubliceerd die de inname van plastic door vissen documenteerden. Dit betekent helemaal niet dat vissen meer plastic binnenkrijgen dan andere organismen, maar benadrukt in plaats daarvan de ondervertegenwoordiging van onderzoek naar de effecten van de inname van plastic in even belangrijke organismen zoals waterplanten, amfibieën en ongewervelde dieren. Ondanks deze ongelijkheid hebben experimenten die de impact van microplastics op waterplanten zoals de algen Chlorella spp en het klein kroos (Lemna minor) analyseren, significante resultaten opgeleverd. Tussen microplastics zoals polypropyleen (PP) en polyvinylchloride (pvc) vertoonde pvc een grotere toxiciteit voor de Chlorella pyrenoidosa, die over het algemeen een negatief effect had op hun fotosynthetisch vermogen. Dit effect op de fotosynthese is waarschijnlijk te wijten aan de 60% reductie van het algenchlorofyl a geassocieerd met hoge pvc-concentraties die in hetzelfde onderzoek werden gevonden. Bij het analyseren van het effect van polyethyleen microkorrels op de Lemna minor werd geen effect op fotosynthetische pigmenten en productiviteit gevonden, maar de wortelgroei en de levensvatbaarheid van de wortelcellen nam af. Deze resultaten zijn zorgwekkend omdat planten en algen een integraal onderdeel zijn van het ecosysteem en het vermogen hebben om significante veranderingen in de watersamenstelling te creëren vanwege hun enorme dichtheid. Schaaldieren zijn ook geanalyseerd op hun reactie op de aanwezigheid van plastic. Er is bewijs dat zoetwaterschaaldieren, met name Europese krabben en rivierkreeften, verstrikt raken in spooknetten van polyamide die worden gebruikt bij het vissen in meren. Bij blootstelling aan plastic nanodeeltjes van polystyreen ondervond de Daphnia galeata (gewone watervlo) binnen 48 uur een verminderde overleving en reproductieve problemen. Over een periode van vijf dagen nam de hoeveelheid drachtige Daphnia af met bijna 50% en minder dan 20% van de blootgestelde embryo's overleefde zonder directe gevolgen. Andere geleedpotigen, zoals juveniele stadia van insecten, zijn vatbaar voor vergelijkbare blootstelling aan plastic, aangezien sommigen een deel van hun adolescentie volledig ondergedompeld zijn in een zoetwaterbron. Deze gelijkenis in levensstijl met andere ongewervelde waterdieren geeft aan dat insecten vergelijkbare bijwerkingen van blootstelling aan plastic kunnen ervaren.

##### Gewervelden
Blootstelling aan plastic bij amfibieën is vooral onderzocht bij volwassen dieren. Studies over de gewone Zuid-Amerikaanse zoetwaterkikker (Physalaemus cuvieri) gaven aan dat kunststoffen het potentieel hebben om mutagene en cytotoxische morfologische veranderingen te veroorzaken. Er moet nog veel meer onderzoek worden gedaan naar de reactie van amfibieën op plasticvervuiling, vooral omdat amfibieën kunnen dienen als eerste indicator voor achteruitgang van het milieu. Van zoetwaterzoogdieren en vogels zijn de gevolgen van plasticvervuiling al langer bekend, zoals verstrikking of verstikking na inname. Hoewel in beide groepen ontstekingen in het maag-darmkanaal zijn geconstateerd, zijn er helaas weinig tot geen gegevens over de toxicologische effecten van verontreinigende plastic stoffen in deze organismen. Vissen zijn het meest bestudeerd met betrekking tot plasticvervuiling in zoetwaterorganismen, waarbij de meeste onderzoeken wijzen op bewijs van inname van plastic bij in het wild gevangen en laboratoriumspecimens. Er zijn enkele pogingen gedaan om te kijken naar de dodelijkheid van kunststoffen in een veel voorkomende zoetwatersoort, de Danio rerio, ook bekend als de zebravis. Verhoogde slijmproductie en ontstekingsreactie in het maag-darmkanaal werd opgemerkt, maar bovendien merkten onderzoekers een duidelijke verschuiving op in de microbiële gemeenschappen binnen het darm-microbioom van de zebravis. Deze bevinding is belangrijk, aangezien onderzoek in de afgelopen decennia in toenemende mate heeft aangetoond hoe belangrijk darm-microbiomen zijn met betrekking tot de opname van voedingsstoffen door hun gastheer en endocriene systemen. Hierdoor kunnen kunststoffen een veel ingrijpender effect hebben op de gezondheid van individuele organismen dan tot nu toe bekend is, waardoor zo snel mogelijk verder onderzoek nodig is. Veel van deze bevindingen werden gedaan in een laboratoriumomgeving, dus er moet meer moeite worden gedaan om de hoeveelheid plastic en de toxicologie van in het wild levende populaties te meten.

### Gevolgen van plasticvervuiling voor de mensen

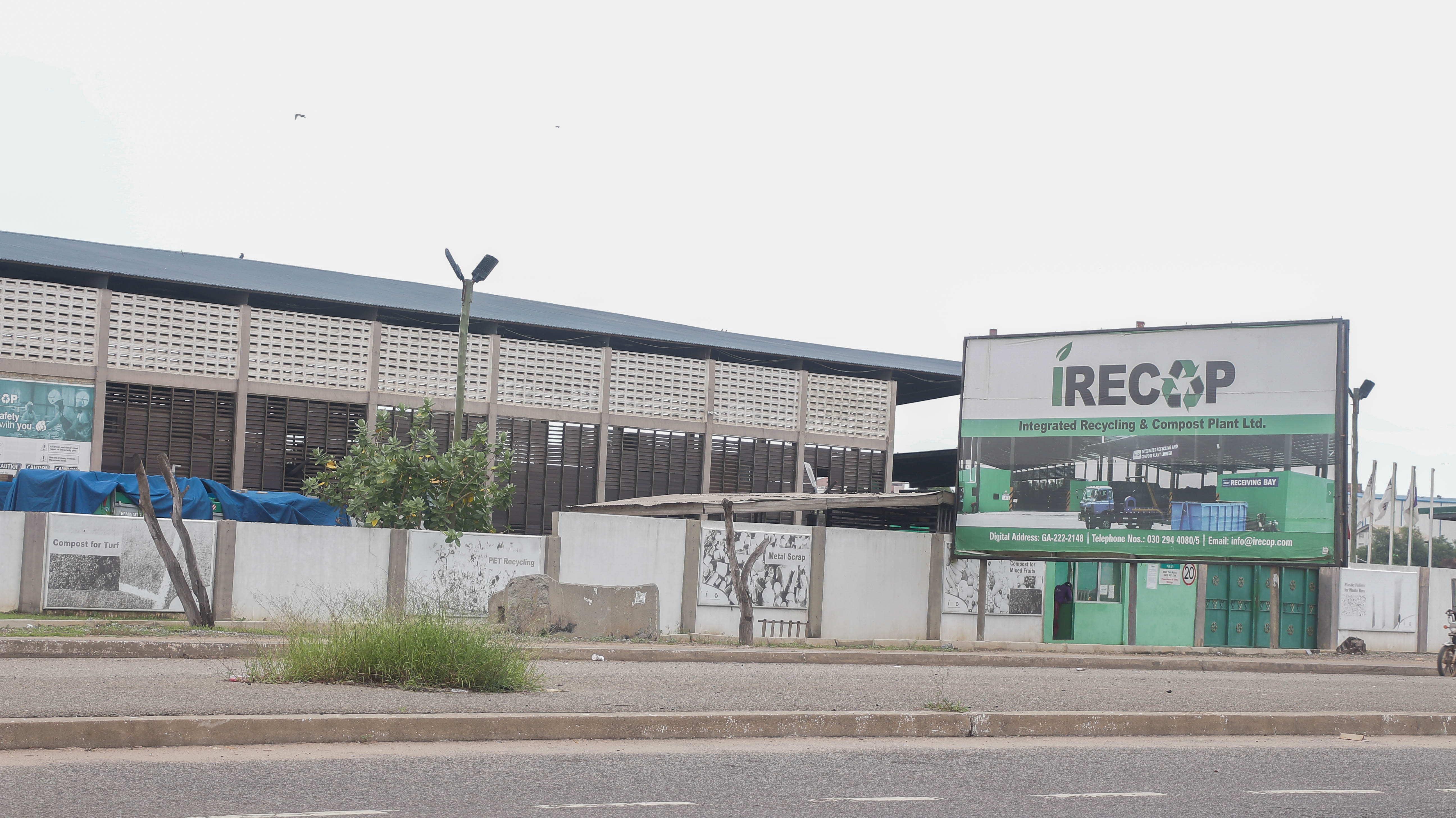
Afvalrecyclagecentrum in Ghana

Verbindingen die bij de productie van kunststoffen worden gebruikt, vervuilen het milieu door chemicaliën in de lucht en het water af te geven. Sommige chemische verbindingen die in kunststoffen worden gebruikt, zoals ftalaten, bisfenol A (BPA) en polygebromeerde difenylether (PBDE), vallen onder een nauw statuut en kunnen zeer schadelijk zijn. Hoewel deze verbindingen onveilig zijn, worden ze gebruikt bij de productie van voedselverpakkingen, medische apparaten, vloermaterialen, flessen, parfums, cosmetica en nog veel meer. Het is aangetoond dat inademing een van de belangrijkste bijdragen levert aan de opname van microplastics door mensen. Microplastics in de vorm van stofdeeltjes circuleren constant door ventilatie- en airconditioningsystemen binnenshuis. De hoge dosering van deze verbindingen is gevaarlijk voor de mens en vernietigt het endocriene systeem. BPA imiteert het vrouwelijke hormoon oestrogeen. PBDE vernietigt en veroorzaakt schade aan schildklierhormonen, vitale hormoonklieren die een belangrijke rol spelen in het metabolisme, de groei en de ontwikkeling van het menselijk lichaam. Microplastics kunnen ook een nadelig effect hebben op de vruchtbaarheid van mannen. Microplastics zoals BPA kunnen interfereren met de biosynthese van steroïden in het mannelijke endocriene systeem en met vroege stadia van spermatogenese. Microplastics kunnen bij mannen ook oxidatieve stress en DNA-schade veroorzaken in de zaadcellen, waardoor de levensvatbaarheid van het sperma wordt verminderd. Hoewel de mate van blootstelling aan deze chemicaliën varieert afhankelijk van leeftijd en geografie, ervaren de meeste mensen gelijktijdige blootstelling aan veel van deze chemicaliën. De gemiddelde dagelijkse blootstelling ligt onder de niveaus die als onveilig worden beschouwd, maar er moet meer onderzoek worden gedaan naar de effecten van langdurige blootstelling aan lage doses op mensen. Er is veel onbekend over hoe ernstig mensen fysiek worden getroffen door deze chemicaliën. Sommige chemicaliën die bij de productie van plastic worden gebruikt, kunnen bij contact met de menselijke huid dermatitis veroorzaken. In veel kunststoffen worden deze giftige chemicaliën slechts in sporenhoeveelheden gebruikt, maar er zijn vaak aanzienlijke tests nodig om ervoor te zorgen dat de giftige elementen door inert materiaal of polymeer in het plastic worden opgenomen. Kinderen en vrouwen tijdens hun voortplantingsleeftijd lopen het grootste risico en zijn meer vatbaar voor beschadiging van hun immuunsysteem en hun voortplantingssysteem door deze hormoonverstorende chemicaliën. Zwangerschaps- en voedingsproducten zoals babyflessen, fopspenen en plastic voedingsgerei geven zuigelingen en kinderen een zeer hoog risico op blootstelling.
De menselijke gezondheid wordt ook negatief beïnvloed door plasticvervuiling. Bijna een derde van de grondwaterlocaties in de VS bevat BPA. Dus het drinkwater is verontreinigd en zou niet mogen worden gedronken op een dagelijkse basis.

## Plasticvervuiling in Nederland

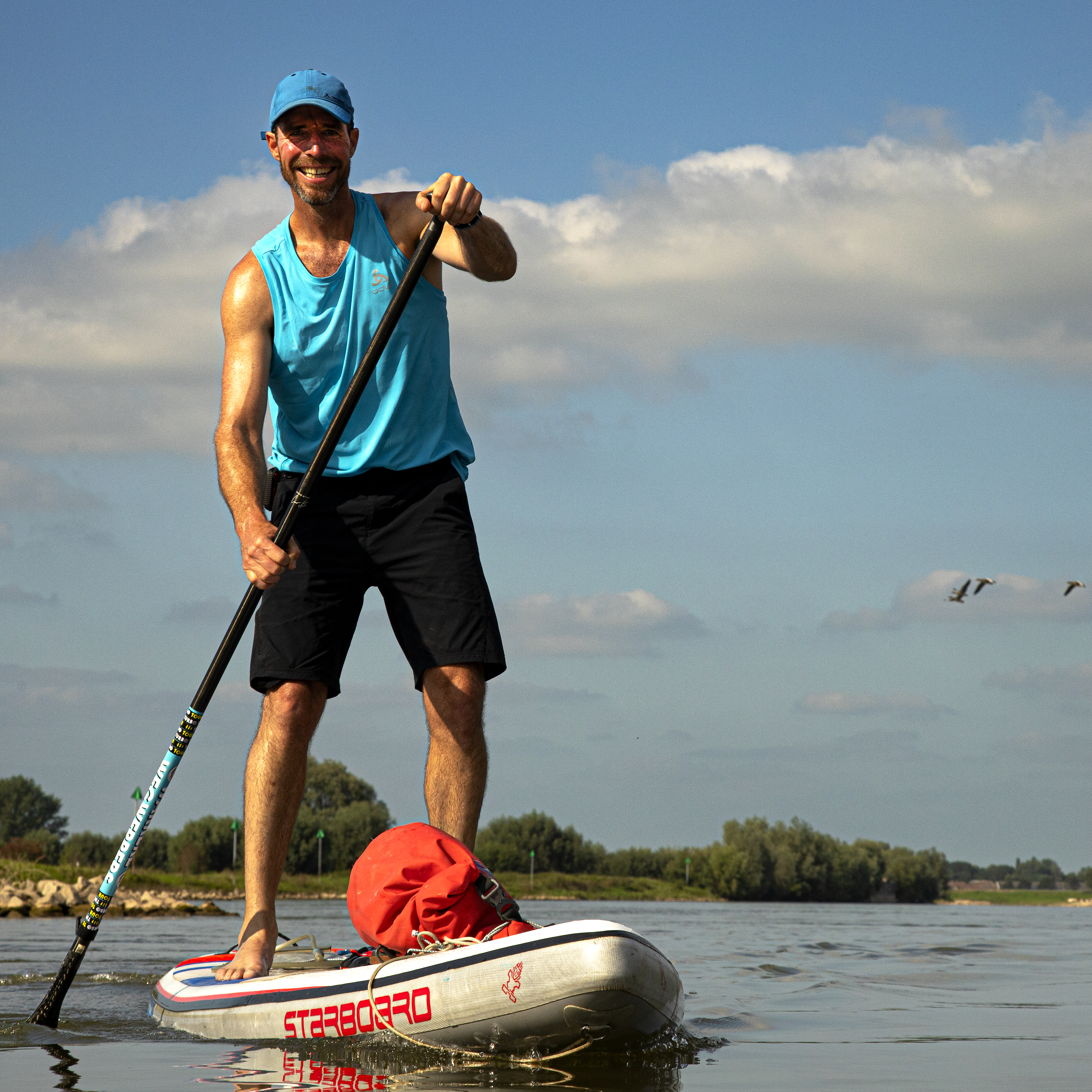
Merijn Tinga tijdens zijn Bright Binners Turbo Tour, september 2021

Volgens een onderzoek van de Universiteit Utrecht, in samenwerking met het Koninklijk Nederlands Instituut voor Onderzoek der Zee, gepubliceerd in juli 2022 in het tijdschrift Science of the Total Environment, zweeft er ongeveer twintig ton polystyreen en nog eens vijf ton polyethyleentereftalaat (pet) in de vorm van onzichtbare nano- en microdeeltjes in de Waddenzee. Omdat het gaat over concentraties van minder dan 10 microgram polystyreen en minder dan 5 microgram pet per liter Waddenzeewater is het niet duidelijk wat de ecologische gevolgen hier van zijn.
Een bekende Nederlander die zich bezig houdt met het opruimen van de plasticsoep is uitvinder en ondernemer Boyan Slat met zijn project The Ocean Cleanup maar opruimen voldoet niet omdat slechts 1% van het zwerfafval in de plasticsoep terecht komt, circa 95% komt op de bodem van de oceaan terecht. Er komt dagelijks meer plasticafval in het milieu terecht dan er kan opgeruimd worden. Het probleem van de plasticvervuiling kan alleen worden opgelost door de oorzaak (de bronnen van plasticvervuiling zelf) tegen te gaan. Sinds 2017 voert Merijn Tinga, bioloog, beeldend kunstenaar, kitesurfer en activist (gekend als de Plastic Soup Surfer) samen met milieuactivist Dirk Groot (bekend als de Zwerfinator) campagnes om de bronnen van plasticvervuiling te elimineren, onder andere met succes tegen Anta Flu keelpastilles (deze kregen papieren in plaats van plastic wikkels), knetterballen (kindervuurwerk met plastic resten), vuurwerk met plastic, spatplastic en plastic confetti. In 2021 werd door het duo campagne gevoerd tegen het Amerikaans bedrijf Mars Incorporated, met een vestiging in Veghel, om de plastic wikkels die voor veel vervuiling zorgen te vervangen door bijvoorbeeld biologisch afbreekbaar plastic. In het BNNVARA-programma Kassa van 1 mei 2021 werd Mars Corporate Affairs Director Roel Govers hierop aangesproken maar het bedrijf reageerde later enkel door promotie te maken voor plasticrecyclage, maar recyclage is enkel een oplossing voor plastic dat verzameld wordt, terwijl er nog steeds even veel plastic zwerfafval in de natuur blijft terechtkomen.
Tinga ondernam acties voor een verplichting van statiegeld op petflessen en blikjes. Begin 2017 ging hij naar de Tweede Kamer met 55.000 handtekeningen voor de petitie met de Plastic Soup Surfer motie. De petitie werd ondertekend door alle grote politieke partijen en twee dagen later werd de motie door het Nederlands kabinet overgenomen. De Nederlandse regering gaf hiermee aan stappen te ondernemen om binnen drie jaar tot 90% reductie van zwerfafval door plastic flesjes te komen. Staatssecretaris van Infrastructuur en Waterstaat Stientje van Veldhoven besloot op 25 april 2020 om per 1 juli 2021 statiegeld te verplichten op plastic flesjes en op 3 februari 2021 werd beslist om statiegeld op blikjes te verplichten vanaf 1 januari 2023, wat werd uitgesteld naar 1 april 2023. Volgens een onderzoek van Dirk Groot in januari 2022 werd er in het vierde kwartaal van 2021 al 70% minder plastic flesjes bij het zwerfafval gevonden.
Van 1 tot 15 augustus 2022 vond de Boskalis Beach Cleanup Tour van Stichting De Noordzee plaats waarbij 1567 vrijwilligers in 30 etappes de Nederlandse Noordzeekust opruimden. Tijdens deze 15 dagen werd 4408 kilo afval geruimd op de stranden, inclusief 86.954 sigarettenpeuken. Een sigarettenpeuk bevat 95% plastic.

### Regeling kunststofproducten voor eenmalig gebruik
Op 1 juli 2023 is een deel van de Regeling kunststofproducten voor eenmalig gebruik ingegaan. Het gaat om direct gebruik zonder verdere bereiding, waarbij wassen of schillen van groente of fruit niet geldt als bereiding. De regeling wordt ook wel aangeduid als de Single Use Plastic (SUP) maatregelen.
Een uitgiftelocatie van consumpties om mee te nemen of af te halen, en een bedrijf dat consumpties bezorgt, ook wel samengevat als 'supermarkten, detailhandel en kiosk', is verplicht voor consumptieverpakkingen voor eenmalig gebruik die kunststof bevatten een meerprijs (€0,01 of meer) te rekenen ten opzichte van de prijs van de consumptie zelf. De meerprijs moet apart vermeld worden op de kassabon. Het andere bedrag op de kassabon is dan de prijs voor de consumptie zelf (dan worden beide bedragen meegenomen in de optelling van de bedragen), of de prijs voor de consumptie inclusief de meerprijs (dan is de vermelding van de meerprijs een opmerking, en geen bedrag dat wordt meegenomen in de optelling van de bedragen).
Als de consumptie niet is voorverpakt, is de exploitant verplicht een alternatief te bieden voor het betalen van een verpakking. Dit kan zijn het toepassen van een verpakking zonder plastic, en/of het deponeren van de consumptie in een door de klant meegenomen verpakking, en/of het toepassen van een herbruikbare statiegeldverpakking. Sommige snackbars en afhaalrestaurants geven aan dat de keuze lastig is omdat alle drie de mogelijkheden bezwaren hebben, namelijk dat plastic voor bepaalde gerechten nodig is, door de klant meegenomen verpakking onhygiënisch is, en onpraktisch als er geen plaats is om alle verpakkingen van in behandeling zijnde bestellingen neer te zetten, en voor de opslag en het afwassen van statiegeldverpakkingen geen plaats is. Door de meerprijs van een wegwerpverpakking op €0,01 te stellen wordt de behoefte om een eigen verpakking mee te brengen of een statiegeldverpakking te gebruiken echter beperkt. De meerprijs kan zonder financieel probleem op een lager bedrag gesteld worden dan de kostprijs, want het impliceert niet dat de klant van de verpakking meer exemplaren dan nodig is voor de aangekochte consumpties voor die lage prijs mag kopen. Het "verlies" op de verpakking kan net als voorheen in de kosten van de consumpties worden doorberekend.
Als de consumptie is voorverpakt, en geen van de genoemde alternatieven wordt aangeboden, is alleen de totaalprijs van belang: een prijs van bijvoorbeeld €1,25 met een meerprijs van €0,25 voor de verpakking komt dan op hetzelfde neer als een prijs van €1,49 met een meerprijs van €0,01 voor de verpakking. Een prijs van €1,50 zonder meerprijs voor de verpakking zou ook op hetzelfde neerkomen, maar is zoals gezegd niet toegestaan.  Een en ander geldt ook voor de btw, het tarief (percentage) voor de verpakking is hetzelfde als voor de consumptie zelf.
Statiegeld op kunststof drankflessen is apart geregeld.

## Plasticvervuiling in België
Een studie in 2021 van wetenschappers van de Universiteit Gent en de Vlaamse Instelling voor Technologisch Onderzoek (VITO) stelde vast dat er elk jaar 600 kilogram microplastics in de Vlaamse rivieren en beken belandt via het huishoudelijk afvalwater en door slijtage van autobanden. Het merendeel van deze 600 kilogram komt van huishoudens die niet aangesloten zijn op de riolering.
De totale hoeveelheid verpakkingen die op de Belgische markt werd gebracht in 2019 bedroeg 1,9 miljoen ton waarvan 18% plastic (342.000 kg). Een deel van deze plastic komt als zwerfvuil in de natuur terecht. Verschillende organisaties in Vlaanderen zoals "Mooimakers" en "Propere Pioniers" stellen gratis materiaal ter beschikking en steunen initiatieven om zwerfafval op te ruimen, zowel aan verenigingen, scholen, bedrijven als particulieren.
Het Instituut voor Landbouw-, Visserij- en Voedingsonderzoek (ILVO) en het Koninklijk Belgisch Instituut voor Natuurwetenschappen (KBIN) brachten tijdens het twee jaar durende EFMZV/FIVA-onderzoeksproject MarinePlastics in kaart hoeveel en welke types plastic voorkomen op de Belgische visgronden in de Noordzee. Ruim drie kwart van alle afval in de Belgische Noordzee bestaat uit macroplastics, vooral langs de kuststrook een belangrijke bron van vervuiling. Kunststofvezels, grotendeels afkomstig van de afbraak van spekking uit de sleepnetvisserij, zijn overal te vinden, ook verder uit de kust. Ook microplastics blijken veel vaker op te duiken langs de kuststrook en in havens dan verder op zee.  De vzw Proper Strand Lopers, opgericht in 2016, ruimt met meer dan 400 vrijwilligers dagelijks het zwerfvuil aan de Belgische kust, grotendeels afkomstig van dagjestoeristen. In 2021 werd 3400 liter zwerfafval opgeruimd waarvan 40% plastic flessen en blikjes.
In België is er anno 2022 nog geen statiegeld op petflessen en blikjes. De statiegelddiscussie loopt al lang in België, zonder resultaat. In 2015 werd in opdracht van de Vlaamse minister van Omgeving Joke Schauvliege door de Openbare Vlaamse Afvalstoffenmaatschappij (OVAM) aan Technum, SuMa Consulting en CE Delft gevraagd een onderzoek uit te voeren naar kosten en effecten van de mogelijke invoering van een statiegeldsysteem op eenmalige drankverpakkingen in Vlaanderen. Na de oplevering van het rapport in 2015 nam de Vlaamse regering geen besluit over het al dan niet invoeren van statiegeld. De Vlaamse regering legde in het "Vlaamse Uitvoeringsplan Afval" (2016) vast dat het zwerfvuil tegen 2022 met 20% in gewicht moet zijn verminderd, met verschillende proefprojecten zoals onder andere paarse en roze zakken. In 2018 zou de Vlaamse overheid voor de eerste keer evalueren of er voldoende vooruitgang wordt geboekt maar van een serieuze evaluatie was geen sprake. Ondanks het feit dat 82% van de Belgische bevolking voorstander is voor invoering statiegeld, volgens een opiniepeiling van GfK Social and Strategic Research in 2018, bleef deze invoering uit. Tijdens de Vlaamse superministerraad op 20 juli 2018 werd besloten nog geen statiegeld in te voeren, de politieke partij CD&V was voorstander maar Open VLD en N-VA waren niet te vinden voor de invoering van statiegeld. Ook in Wallonië is er nog steeds discussie over statiegeld. Minister Carlo Di Antonio sprak zich al in 2016 uit als voorstander, maar in het regeerakkoord met MR, die meer afkerig zijn van het systeem, werd vastgelegd de kwestie te laten rusten. Op initiatief van "Recycling Netwerk Benelux" werd de "statiegeldalliantie" opgericht. De statiegeldalliantie verenigt anno 2022 meer dan 1250 gemeenten, organisaties en bedrijven die de regeringen in België en Nederland vragen statiegeld in te voeren op blikjes en plastic flessen. In september 2019 waren er 101 Waalse steden en gemeenten, drie Brusselse en 203 Vlaamse en gemeenten aangesloten bij de alliantie, dus 53 % van de 581 gemeenten in België. Naast deze steden en gemeenten zijn er honderden organisaties waaronder Test-Aankoop, het Algemeen Boerensyndicaat, het bedrijf Ecover, de Brusselse kajakkers van Canal it Up, vrouwenorganisatie Ferm, Bond Beter Leefmilieu, de Waalse boeren van Fugea en milieuorganisatie Inter-Environnement Wallonie die ook vragen dat statiegeld wordt ingevoerd. Na de invoering van statiegeld op petflessen in Nederland op 1 juli 2021 riep de statiegeldalliantie de Belgische regeringen op om het Nederlands voorbeeld te volgen. In de zomer van 2022 liep van 15 juli tot 15 augustus in Bredene een proefproject met statiegeld op petflessen en blikjes, verkocht op het strand. Tot negentig procent van alle blikjes en petflessen werd teruggebracht wat volgens burgemeester en Vlaams volksvertegenwoordiger Steve Vandenberghe bewijst dat statiegeld werkt.
In september 2022 kondigde Vlaams minister van Omgeving, Justitie, Toerisme en Energie, Zuhal Demir (N-VA) aan dat er tegen 2025 waarschijnlijk een systeem van statiegeld op pmd zal komen. Volgens het Vlaams regeerakkoord van 2019 moest er in 2021 20 procent minder zwerfafval zijn gevonden dan in het referentiejaar 2015. Die doelstelling werd niet bereikt waardoor Demir aankondigde dat de beslissing over statiegeld die pas eind 2023 zou worden genomen, nog dit jaar zou moeten plaats vinden. Voedingsfederatie Fevia, supermarktfederatie Comeos en hun vzw die de afvalinzameling coördineert, Fost Plus, blijven tegenstanders van de invoering van statiegeld, ondanks het feit dat bewezen werd dat qua volume 40% van het zwerfafval uit blikjes en plastic flessen bestaat.
In 2016 ging het project Fishing For Litter van start dat vissers aanzet om het zwerfvuil dat in de visnetten belandt, mee te nemen en niet over boord te gooien. Uit cijfers van 2022 blijkt dat steeds meer vissers afval dat ze opvissen uit zee terug mee aan land brengen om te recycleren. In 2021 namen 37 vissersschepen deel aan het project en werd in totaal 65 ton afval opgehaald.

## Inspanningen ter vermindering van plasticvervuiling
Over de gehele wereld worden inspanningen gedaan of op gang gezet om het gebruik van kunststoffen te verminderen, plasticrecycling te bevorderen en verkeerd beheerd plastic afval of plasticvervuiling te verminderen. Uit de eerste wetenschappelijke artikels in de professionele academische literatuur over wereldwijde plasticvervuiling in het algemeen bleek dat het rationele antwoord op de "wereldwijde dreiging" zou zijn "vermindering van het verbruik van nieuwe plastic materialen, samen met internationaal gecoördineerde strategieën voor afvalbeheer", zoals het verbieden van export van plastic afval tenzij dit leidt tot betere recycling. Uit een studie van onderzoekers uit Zweden, Noorwegen en Duitsland, gepubliceerd op 2 juli 2021 in het magazine Science vreest men dat er op een bepaald moment een onomkeerbaar kantelpunt zal komen en de huidige wereldwijde emissies van plastic effecten zullen veroorzaken die niet meer kunnen teruggedraaid worden.
Sommige supermarkten brengen hun klanten plastic tassen in rekening en op sommige plaatsen worden efficiëntere herbruikbare of biologisch afbreekbare materialen gebruikt in plaats van plastic. Sommige gemeenschappen en bedrijven hebben een verbod ingesteld op een aantal veelgebruikte plastic voorwerpen zoals flessenwater en plastic zakken. Sommige niet-gouvernementele organisaties hebben vrijwillige regelingen voor het verminderen van plastic gelanceerd, zoals certificaten voor restaurants om door klanten als milieuvriendelijk te worden erkend.
In januari 2019 werd de Global Alliance to End Plastic Waste opgericht door bedrijven in de kunststofindustrie. De alliantie heeft tot doel het milieu te zuiveren van bestaand afval en de recycling te vergroten, maar noemt vermindering van de plasticproductie niet als een van haar doelstellingen.

### Verdrag over plasticvervuiling
In het kader van het VN-Milieuprogramma werden sedert 2022 onderhandelingen gevoerd om te komen tot een wereldwijd verdrag om de plasticvervuiling aan te pakken. 

### Afbreekbare en biologisch afbreekbare kunststoffen
Er zijn vier belangrijke opties voor het verwijderen van plastic: storten, verbranden, recyclen en (biologisch) afbreken.
Het gebruik van biologisch afbreekbaar plastic heeft zowel voor- als nadelen. Biologisch afbreekbare kunststoffen zijn biopolymeren die kunnen worden afgebroken in industriële composteringsinstallaties, maar ze worden niet zo efficiënt afgebroken in huishoudelijke composthopen en tijdens dit langzamere proces kan methaangas vrijkomen. Er zijn ook andere soorten afbreekbare materialen die niet als biopolymeren worden beschouwd, omdat ze op olie zijn gebaseerd, vergelijkbaar met andere conventionele kunststoffen. Deze kunststoffen zijn gemaakt om beter afbreekbaar te zijn door het gebruik van verschillende additieven, die ze helpen degraderen wanneer ze worden blootgesteld aan onder andere UV-stralen. Een probleem met beide soorten kunststoffen is dat ze in natuurlijke omgevingen niet erg efficiënt afbreken. Daar kunnen afbreekbare kunststoffen die op olie zijn gebaseerd, uiteenvallen in kleinere fracties, waarna ze niet verder worden afgebroken.
Een experiment met meelwormen toonde in 2015 aan dat de insecten bepaalde kunststoffen kunnen verteren zonder daar zichtbare schade van te ondervinden.
Een parlementaire commissie in het Verenigd Koninkrijk stelde in 2019 vast dat composteerbare en biologisch afbreekbare kunststoffen zouden kunnen bijdragen aan de vervuiling van de zee, omdat er een gebrek is aan infrastructuur om met deze nieuwe soorten plastic om te gaan, evenals een gebrek aan begrip bij de consument. Deze kunststoffen moeten bijvoorbeeld naar industriële composteringsinstallaties worden gestuurd om ze op de juiste manier af te breken, maar er bestaat geen adequaat systeem om ervoor te zorgen dat het afval deze faciliteiten bereikt. De commissie adviseerde daarom om het gebruik van plastic te verminderen in plaats van nieuwe soorten op de markt te brengen.
Een studie uit 2021 op zoek naar homologe chromosomen van 95 bekende plastic-afbrekende enzymen, vond 30.000 nieuwe enzymen waardoor micro-organismen die op vervuilde locaties leven, tien soorten normaal moeilijk afbreekbaar plastic kunnen verteren. Ondanks hun schijnbare alomtegenwoordigheid, is er geen actueel bewijs dat deze nieuwe enzymen een voldoende hoeveelheid plastic afbreken om de vervuiling te verminderen.

### Verbranding

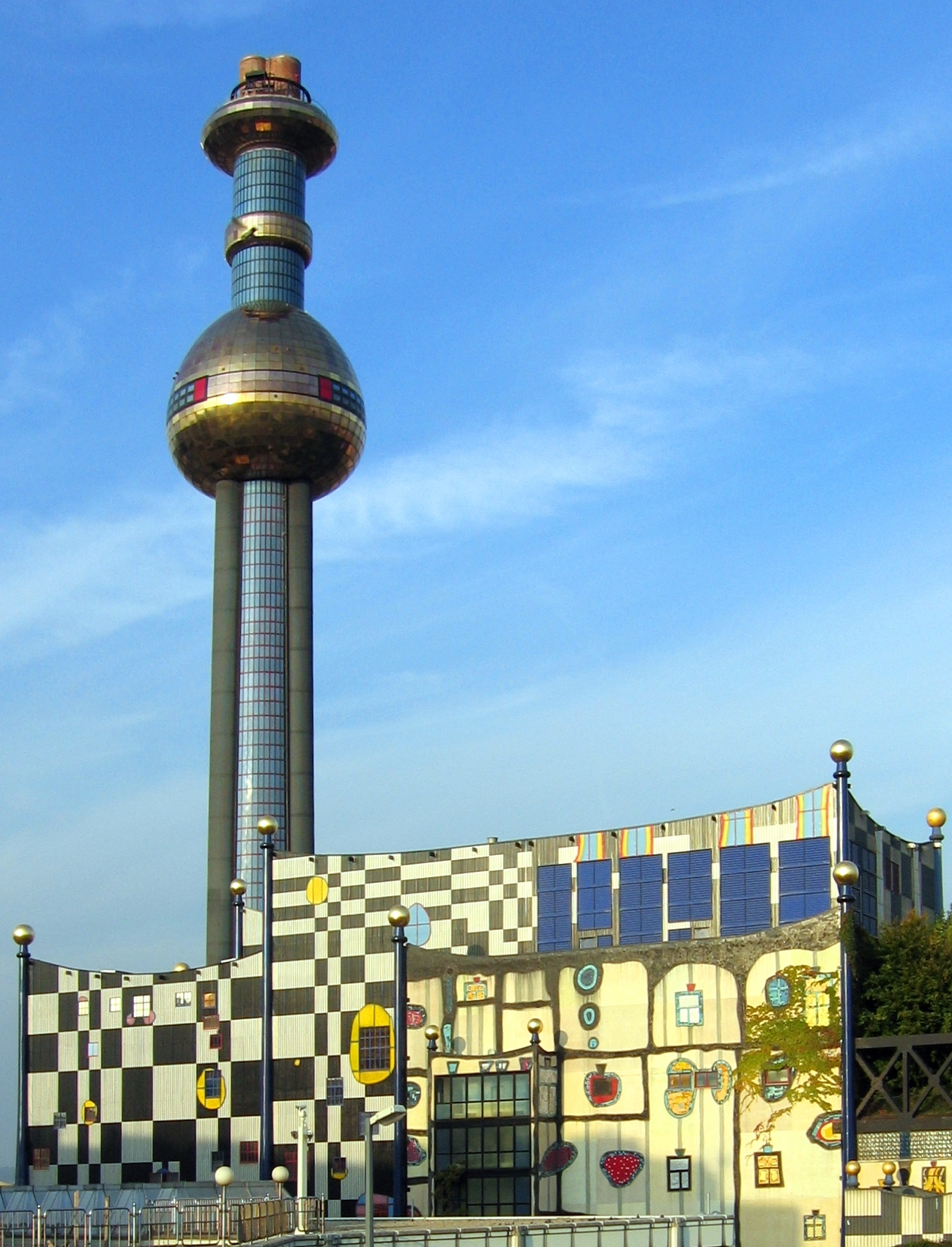
De afvalverbrandingsinstallatie Spittelau is een van de vele installaties die stadsverwarming leveren in Wenen, Oostenrijk

Tot 60% van de gebruikte plastic uit de medische omgeving wordt als voorzorgsmaatregel verbrand in plaats van op een stortplaats gestort te worden om de overdracht van ziekten te verminderen. Dit heeft geleid tot een grote afname van de hoeveelheid plastic afval afkomstig van medische doeleinden.
Op grote schaal worden plastic, papier en andere materialen verbrand in een afvalverbrandingsinstallatie. De warmte die vrij komt, kan nuttig worden aangewend voor warmtedistributie (stadsverwarming), in de industrie of voor het opwekken van elektriciteit. In Amsterdam werken onder andere de straatverlichting, de tram en de metro op elektriciteit opgewekt uit het huishoudelijk restafval van deze stad. Er is veel onderzoek gedaan naar de gasvormige emissies die het gevolg zijn van het verbrandingsproces. Het verbrande afval bestaat voor 12% uit plastic dat een aantal gifstoffen vrijgeeft tijdens verbranding, waaronder dioxines, furanen, kwik en polychloorbifenylen. Bij verbranding buiten faciliteiten die zijn ontworpen om de gifstoffen te verzamelen of te verwerken, kan dit aanzienlijke gezondheidseffecten hebben en aanzienlijke luchtvervuiling veroorzaken.

### Inzameling, sortering en recycling

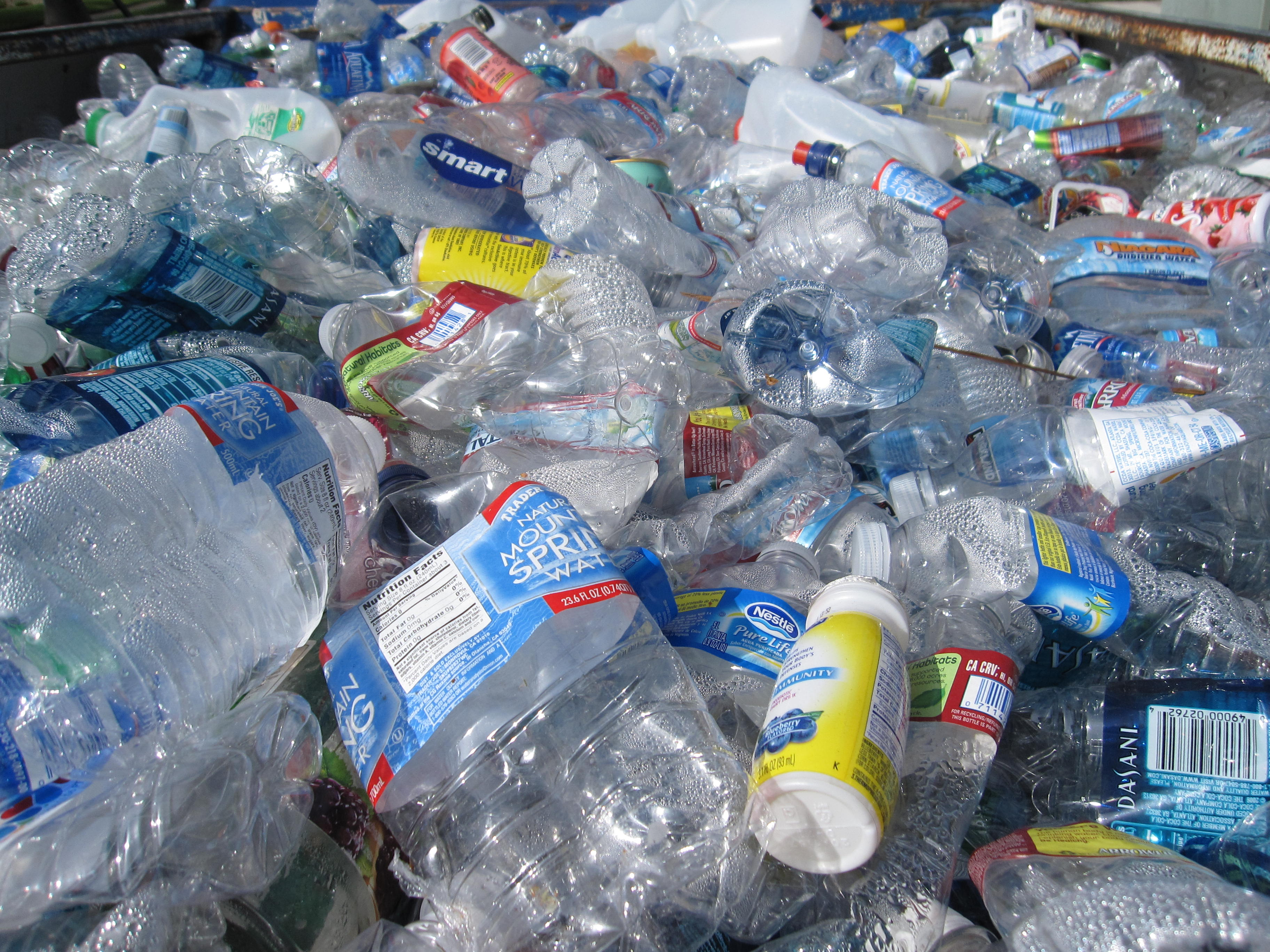
Plastic flessen verzameld voor recycling

#### België
In 1994 ging de gescheiden inzameling van plastic flessen, flacons, metalen verpakkingen en drankkartons van start in België bij de oprichting van Fost Plus en werden de eerste blauwe pmd-zakken uitgedeeld. Vanaf juni 2019 werd stelselmatig de nieuwe blauwe zak ingevoerd waarbij alle andere plastic verpakkingen zoals yoghurtpotjes, schaaltjes, botervlootjes, folies, zakken en plastic tubes van bijvoorbeeld tandpasta of haargel kunnen ingezameld worden. In oktober 2021 was de invoer van de nieuwe blauwe zak volledig uitgerold. In 2021 werd er 16,4 kg pmd ingezameld per inwoner en recycleerde Fost Plus in totaal 721.994 ton verpakking. De Europese doelstellingen in het "nieuw actieplan voor een circulaire economie" bepalen dat tegen 2025 50% van alle huishoudelijke plastic verpakkingen gerecycleerd moet worden. Tegen 2030 moet dat cijfer stijgen tot 55%. België recycleerde in 2021 al 52%. Het doel voor 2023 bedraagt 65% en voor 2030 70%. Tachtig procent van het ingezamelde afval gaan naar vier recyclagecentra in België in Beringen, Couillet, Houthalen-Helchteren en Neufchâteau (vanaf einde 2023 operationaal), de resterende 20% naar de buurlanden.

#### Nederland
Sinds 2015 bepalen de gemeenten in Nederland zelf hoe ze het pmd-afval ophalen. Sommige gemeenten willen van het apart sorteren van pmd afstappen. De reden is dat volgens het afvalverwerkingsbedrijf nascheiden effectiever is. Met lasers en computertechnieken kan het plastic uit de grote berg restafval gehaald worden. Daarbij kan er ook gemakkelijk op verschillende soorten plastic die recycleerbaar zijn, gesorteerd worden. Het recycleerbaar plastic wordt gescheiden in verschillende plasticsoorten en daarna versnipperd, gewassen en tot granulaat vermalen. In Nederland wordt ongeveer 35 tot 39% van het totale gewicht aan kunststofverpakkingen dat op de markt is gebracht gerecycled (volgens de nieuwe Europese rekenmethode).
Uit een onderzoek, uitgevoerd in 2018, blijkt dat het pmd-afval voor 62% bestaat uit plastic verpakkingen waarvan de grootste fractie folies (37%), de overige delen bestaan uit PET-schaaltjes (18%), PET (14%), PE (11%) en PP (16%).

### Bubbelscherm
In 2016 ontwikkelde de Amsterdamse start-up The Great Bubble Barrier een bubbelscherm (ook wel bellenscherm, luchtbellenscherm, bellengordijn of onderwatergordijn genoemd). Een bubbelscherm wordt gecreëerd door lucht door een geperforeerde buis te pompen, die op de bodem van een rivier ligt. Door de opwaartse stroming wordt het afval naar de oppervlakte gevoerd. Door het bubbelscherm diagonaal in de waterweg te plaatsen, wordt het afval naar de oever gedreven waar het in een opvangsysteem opgevangen wordt. In november 2019 werd een luchtbellenscherm in gebruik genomen in het Westerdok in Amsterdam, dat vooral klein, zwevend plastic uit het water van de Amsterdamse grachten haalt, waardoor dit niet meer naar de Noordzee kan stromen.

## Verbod op plastic tassen
Een verbod op plastic tassen (plastic bag ban) is een wet die het gebruik van lichtgewicht plastic tassen in winkels beperkt. In het begin van de 21e eeuw was er een wereldwijde beweging in de richting van de geleidelijke afschaffing van lichtgewicht plastic zakken. Plastic boodschappentassen voor eenmalig gebruik, meestal gemaakt van lagedichtheidpolyetheen (LDPE) werden traditioneel gratis door winkels aan klanten gegeven bij het kopen van goederen. Deze tassen worden al lang beschouwd als een handige, goedkope en hygiënische manier van het vervoeren van artikelen. Problemen in verband met plastic zakken zijn onder meer het gebruik van niet-hernieuwbare hulpbronnen en moeilijkheden bij het weggooien en milieueffecten. Gelijktijdig met de vermindering van lichtgewicht plastic tassen, hebben winkels herbruikbare boodschappentassen geïntroduceerd.
Verschillende regeringen hebben de verkoop van lichtgewicht tassen verboden, klanten kosten in rekening gebracht voor lichtgewicht tassen of heffen belasting op de winkels die ze verkopen. De regering van Bangladesh was de eerste die dit deed in 2002 en legde een totaal verbod op lichte plastic tassen op. Andere landen, waaronder Zuid-Afrika, Rwanda, China, Australië en Italië volgden al snel. Tussen 2010 en 2019 is het aantal overheidsbeleidsmaatregelen om plastic draagtassen uit te faseren verdrievoudigd. Vanaf 2022 zijn dergelijke verboden ingevoerd in 94 landen, met verschillende mate van handhaving en in 32 landen leggen in plaats daarvan een heffing per plastic tas op. Verboden en heffingen zijn ook uitgevaardigd lokaal of regionaal, zoals in staten, provincies, territoria en steden.

Anno 2022: uitfasering van lichtgewicht plastic zakken over de hele wereld (wetten die zijn aangenomen maar nog niet van kracht zijn, worden niet op de kaart weergegeven)
Plastic zakken verboden
Toeslag op sommige plastic zakken
Vrijwillige vergoeding-overeenkomst
Gedeeltelijke heffing of verbod (gemeentelijk of regionaal niveau)

### Europese Unie

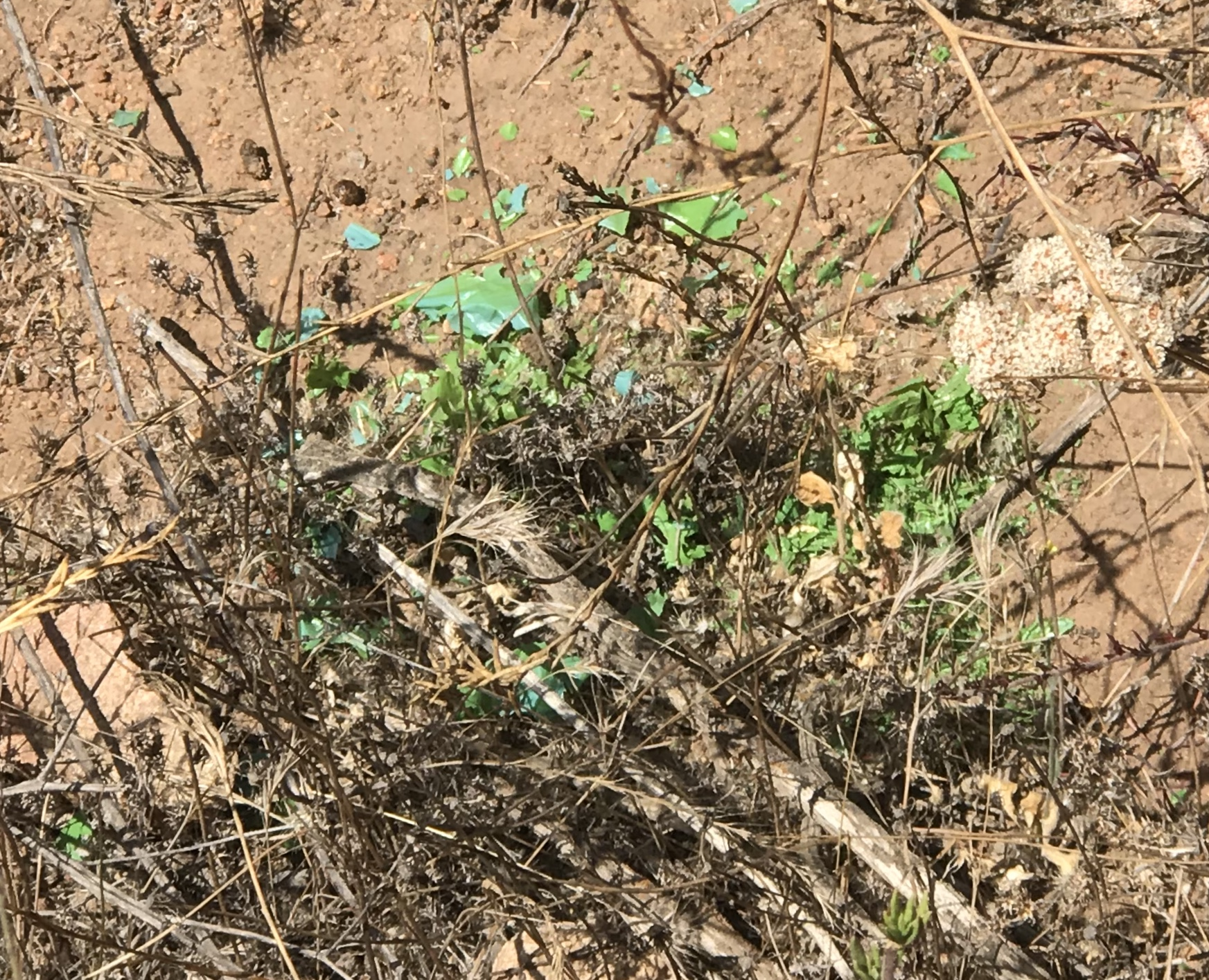
Groene plastic zak na drie maanden blootstelling aan de zon uiteengevallen in honderden kleine stukjes van elk ongeveer 1 à 5 mm

In 2010 werd door elke EU-burger 198 plastic zakken, waarvan ongeveer 90% lichtgewicht, gebruikt. Er kwamen in de Europese Unie in 2010 naar schatting acht miljard plastic draagtassen bij het zwerfvuil terecht. In november 2013 publiceerde de Europese Commissie een voorstel om het verbruik van lichtgewicht plastic draagtassen (dikte minder dan 50 micron) te verminderen. Volgens het voorstel kunnen EU-lidstaten zelf de meest geschikte maatregelen kiezen om het gebruik van plastic tassen te ontmoedigen. Op 29 april 2015 heeft het Europees Parlement Richtlijn 2015/720 aangenomen om het gebruik van plastic tassen te verminderen. EU-lidstaten konden kiezen: ofwel maatregelen nemen om het jaarlijkse gemiddelde verbruik van plastic tassen te verminderen tot 90 lichtgewicht tassen per burger tegen eind 2019 en 40 tegen eind 2025, ofwel ervoor zorgen dat er tegen eind 2018 geen lichte plastic tassen gratis aan het winkelend publiek worden overhandigd.
Op 24 maart 2021 keurde het Europees Parlement een nieuwe wet goed die plastic voorwerpen voor eenmalig gebruik verbiedt. De volgende producten zijn vanaf 2021 in de EU verboden: plastic wegwerpbestek (vorken, messen, lepels en eetstokjes), plastic borden voor eenmalig gebruik, plastic rietjes, wattenstaafjes van kunststof, plastic ballonstokjes en oxo-afbreekbare kunststoffen en voedselcontainers en wegwerpbekers van geëxpandeerd polystyreen. De lidstaten zullen tegen 2029 een inzamelingsdoelstelling van 90% moeten halen voor plastic flessen, en plastic flessen moeten tegen 2025 minimaal 25% gerecycled materiaal bevatten en tegen 2030 30%. Deze overeenkomst versterkte ook de toepassing van het beginsel dat de vervuiler betaalt, met name voor tabak, door een uitgebreidere verantwoordelijkheid voor producenten in te voeren. Deze nieuwe regeling is ook van toepassing op vistuig, om ervoor te zorgen dat fabrikanten, en niet vissers, de kosten dragen voor het ophalen van op zee verloren visnetten. De nieuwe wet bepaalde ten slotte dat etikettering van de negatieve milieu-impact van het op straat gooien van sigaretten met plastic filters verplicht zou moeten zijn, evenals voor andere producten zoals plastic bekers, vochtige doekjes en maandverband. Europees Parlementslid Frédérique Ries zei: "Deze wetgeving zal de rekening voor milieuschade met 22 miljard euro verminderen - de geschatte kosten van plasticvervuiling in Europa tot 2030.".
Denemarken was in 1994 het eerste land dat een vergoeding op plastic tassen begon te heffen. Na de invoering van de vergoeding daalde het gebruik van zo'n 800 miljoen naar ongeveer 400 miljoen zakken per jaar. Ierland, dat in 2002 begon met het in rekening brengen van plastic tassen voor de klanten, zag een vermindering van 90% in gebruik en zwerfvuil nadat de vergoeding van kracht was geworden.

#### België
In het Brussels Hoofdstedelijk Gewest ging op 1 september 2017 een verbod  op plastic zakken aan de kassa voor eenmalig gebruik (minder dan 50 micron) van kracht. Sinds 1 september 2018 geldt een verbod op alle plastic zakken voor eenmalig gebruik, dus ook de kassazakken en alle plastic zakken die bestemd zijn voor de verpakking van goederen (voor bulkproducten, groenten, fruit, sieraden, drogisterij, enz.) bij kleinhandelaars. Uitzonderingen voor vloeibare en vochtige producten: tot 29 februari 2020 waren biogebaseerde (minimum 40%) en thuis composteerbare plastic zakken voor eenmalig gebruik, bestemd voor de primaire verpakking van groenten en fruit die in bulk verkocht werden, nog toegelaten. Tot 31 december 2029 zijn plastic zakken voor eenmalig gebruik toegelaten, bestemd voor de verpakking van voedingswaren verkocht in de kleinhandel, die vochtig zijn of vloeistoffen bevatten, voor zover de zak biogebaseerd (minimaal 40% en vanaf 2025 60%) en thuiscomposteerbaar is.
In het Waals gewest is het gebruik van plastic zakken (van elke dikte) aan de kassa voor eenmalig gebruik verboden sinds 1 december 2017. Sinds 1 maart 2017 werden plastic zakken voor eenmalig gebruik, andere dan kassazakken verboden voor niet-voedingsproducten. Er waren speciale voorschriften voor groenten en fruit dat in bulk verkocht werd, daar waren plastic zakken voor eenmalig gebruik toegelaten tot 1 maart 2020 maar ze moesten vanaf 1 januari 2018 een minimumgehalte aan biogrondstoffen (40%) bevatten en geschikt zijn voor thuiscomposteren. Deze verplichting was ook van toepassing op plastic zakken voor eenmalig gebruik die bestemd waren voor vochtige, vloeibare of vloeistofbevattende voedingswaren.
Sinds 17 juni 2019 is in Vlaanderen "Vlarema 7" van kracht, waarbij het verboden is om gratis plastic tasjes te geven. Hoewel vanaf 1 maart 2020 handelaars in het Brussels Hoofdstedelijk Gewest en Wallonië hun fruit en groenten niet meer mogen verkopen in dunne plastic zakjes, waren in Vlaanderen die zakjes voor groenten en fruit officieel niet verboden, maar supermarkten en winkelketens besloten zelf om die sinds begin 2020 niet meer te gebruiken. Uit een rapport in februari 2022 blijkt dat het verbod op gratis plastic tassen over het algemeen goed nageleefd wordt behalve op de markten.
Op 9 december 2021 keurde de federale regering een nieuwe wetgeving over verschillende plastic wegwerpproducten goed. De nieuwe wetgeving was een gevolg van de Europese richtlijn 2019/904 die de lidstaten verplichtte om verschillende maatregelen te nemen. Vanaf 17 januari 2023 worden plastic draagtassen met handvatten met een wanddikte van minder dan 50 micron verboden, met een uitzondering voor 'zeer lichte plastieken draagtassen' met een wanddikte minder dan 15 micron, herbruikbare plastic draagtassen (die voldoen aan de norm NBN EN 13429) en tassen die om dwingende veiligheidsredenen op luchthavens worden verstrekt. Vanaf 17 januari 2023 is het ook verboden om wegwerpbekers voor een eerste keer op de markt te brengen. Enkel papieren bekers met een plastic coating zijn nog toegestaan. Vanaf 24 januari 2022 mogen plastic wegwerpproducten zoals katoenen wattenstaafjes, bestek (messen, lepels, vorken, eetstokjes), borden, rietjes, roerstaafjes voor dranken en ballonnenstokjes niet meer verkocht worden. Verdere maatregelen: vanaf 3 juli 2024 moeten plastic doppen en deksels vastzitten aan plastic flessen en drankverpakkingen. Vanaf 2025 moeten petflessen voor minstens 25% uit gerecycleerde kunststoffen bestaan en in 2030 moet dit minstens 30% zijn voor alle plastic drankflessen van maximaal drie liter.

#### Nederland

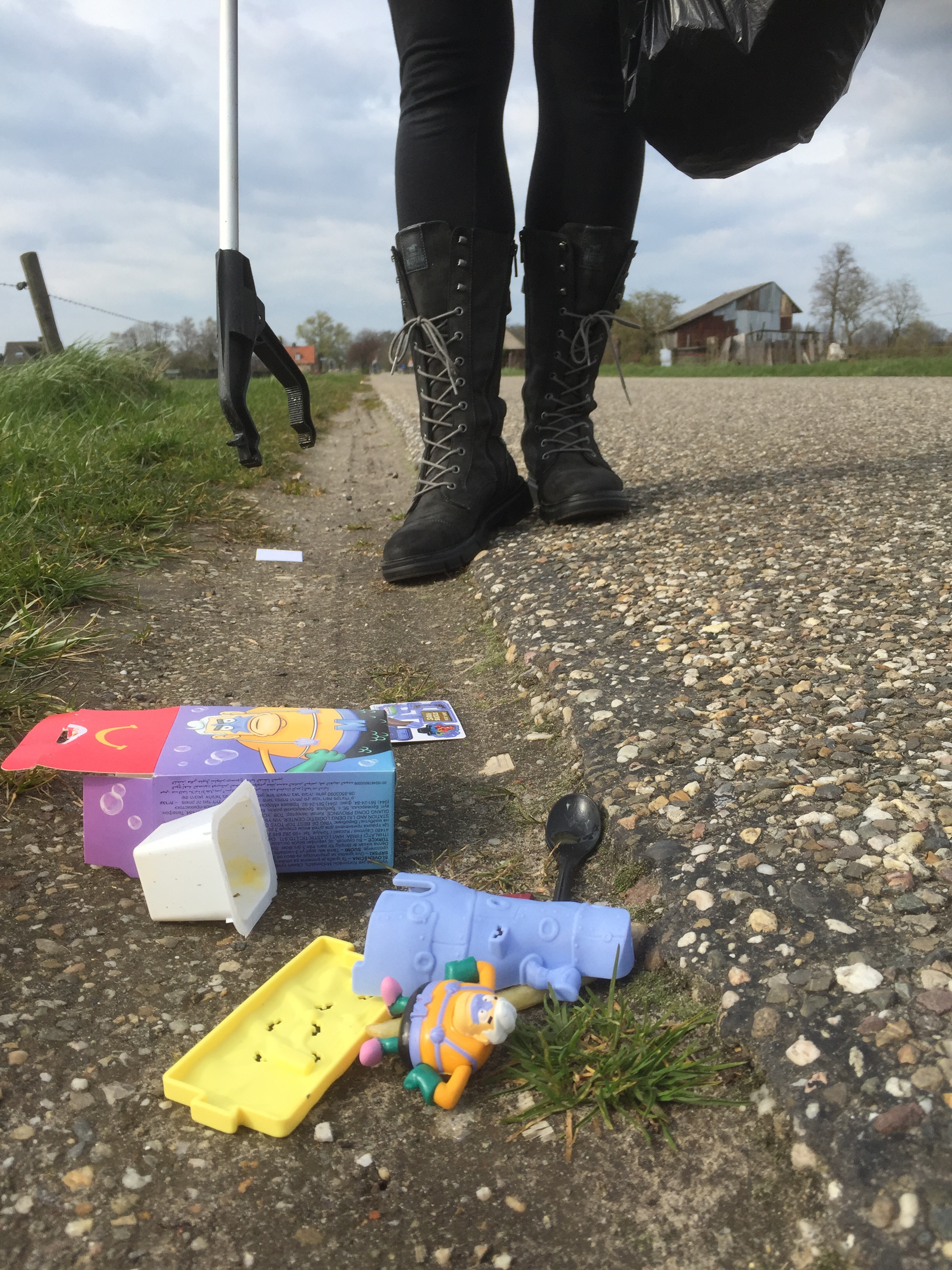
Happy Meal speelgoed gevonden op 7,3 km van de dichtstbijzijnde McDonald's

Sinds 1 januari 2016 geldt er in Nederland al een verbod op gratis plastic tassen in winkels om zwerfvuil op straat en in zee tegen te gaan. Dit leidde tot 71 procent minder verkochte plastic tassen en 40 procent minder plastic tasjes als zwerfafval.  Uit een onderzoek in 2019 blijkt dat in 2018 elke Nederlander gemiddeld 35 plastic draagtassen gebruikte. Dat is 80% minder dan in 2015, toen er nog geen verbod was. Daarmee zit Nederland onder de EU-norm van maximaal 40 plastic draagtassen per inwoner, die in 2025 moet bereikt worden.
In opvolging van de Europese richtlijn 2019/904 geldt sinds 3 juli 2021 een verbod op de verkoop van plastic bordjes, bestek, roerstaafjes, rietjes, wattenstaafjes en ballonstokjes, drank- en voedselverpakkingen van geëxpandeerd polystyreen (EPS) zoals bijvoorbeeld drinkbekers en hamburgerbakjes. Dit materiaal is zo licht, dat het makkelijk wegwaait. Verder geldt het verbod voor producten van oxo-degradeerbaar plastic omdat door deze plasticsoort microplastics in het milieu terecht komen. Er is een uitzondering op wattenstaafjes en rietjes die aan de norm voor medisch hulpmiddel voldoen. Sinds 3 juli 2021 is ook een logo verplicht op producten zoals vochtige doekjes, tampons, maandverband en tabaksproducten waarop staat dat er plastic in het product zit en dat het product daardoor schadelijk is voor het milieu. Vanaf 1 januari 2022 moeten vissers minimaal 23% van het afval van vistuig inzamelen. Vanaf 1 januari 2023 moeten producenten van plastic producten die veel in het zwerfafval voor komen de kosten betalen voor het opruimen. Dit geldt onder andere voor verpakkingen, drinkbekers, lichte plastic tassen, vochtige doekjes, tabaksproducten (met filters) en ballonnen. Producenten worden ook verplicht om consumenten informatie te geven over hoe zij zwerfafval kunnen voorkomen. Vanaf 3 juli 2024 moeten doppen verplicht vastzitten aan plastic flessen en drankverpakkingen. Vanaf 2025 moeten petflessen voor minstens 25% uit gerecycled plastic bestaan. In 2030 moet dit minstens 30% zijn.

### Afrika
Afrika neemt het probleem van de plastic tassen zeer serieus, anno 2017 hadden meer dan 15 landen (onder andere Kenia, Mali, Kameroen, Tanzania, Oeganda, Ethiopië, Malawi, Marokko, Zuid-Afrika, Rwanda en Botswana) op het continent ze ofwel volledig verboden, ofwel er belasting op geheven. Voordat het eerste verbod in 2003 werd ingevoerd, had Zuid-Afrika plastic tassen zelfs tot hun 'nationale bloem' uitgeroepen vanwege hun overweldigende aanwezigheid in bomen en struiken. Omdat er een zwarte markt is voor plastic tassen en mensen ze nog steeds illegaal gebruiken, zijn concrete statistieken over de effectiviteit van verboden en belastingen in Afrika moeilijk vast te stellen. Vlak na het verbod daalde het gebruik van plastic tassen in Zuid-Afrika met 90%, hoewel het illegale gebruik sindsdien geleidelijk is toegenomen.

### Azië

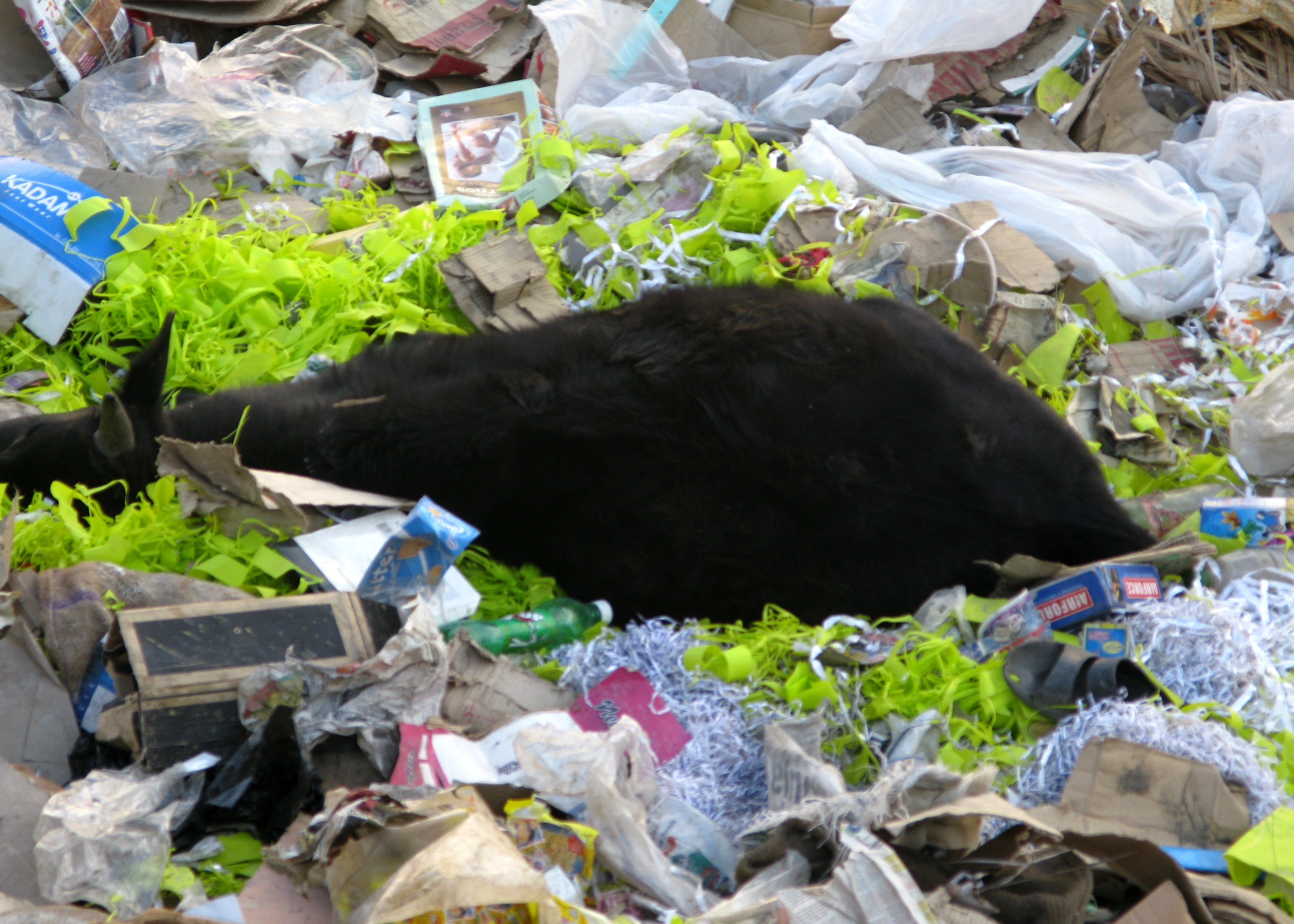
Plastic zakken en folies doden jaarlijks duizenden koeien in India

Voorafgaand aan de Olympische Spelen van 2008 in Peking, legde China een verbod op alle dunne plastic tassen op en begon het retailers te verplichten een belasting te heffen op dikkere tassen. De Chinese regering heeft gezegd dat dit heeft geleid tot een vermindering van het gebruik van plastic tassen met twee derde. Andere landen in Azië die een verbod opleggen of belastingen heffen zijn Bangladesh, Cambodja, Hongkong, India, Indonesië, Maleisië en Taiwan.

### Latijns-Amerika
In Chili stemde het Huis van Afgevaardigden in mei 2018 voor een geleidelijke uitfasering van plastic tassen door retailers in het hele land. In augustus 2018 werd de wetgeving goedgekeurd door het Congres en president Sebastián Piñera, waardoor Chili het eerste Latijns-Amerikaans land was dat plastic tassen verbood. Vanaf 3 augustus 2018 mochten bij elke aankoop niet meer dan twee plastic zakjes worden geleverd. Een half jaar later mochten supermarkten en grote winkelbedrijven op grond van de wetgeving helemaal geen plastic tasjes meer verstrekken en op 3 augustus 2020 ging het totale verbod ook gelden voor kleine bedrijven. Andere landen waar het verbod op plastic zakken geld zijn Grenada, Panama, Belize, Jamaica en Barbados (sinds 2019), de Bahamas (sinds 2020), Costa Rica, Guatemala en Guyana (sinds 2021), of waar kosten aangerekend worden zoals in Colombia (sinds juli 2017), Peru (sinds 2019) en Ecuador (sinds 2020).
In Argentinië is er geen landelijk verbod maar werd vanaf 1 januari een verbod op plastic zakken ingesteld in de hoofdstad Buenos Aires in navolging van andere provincies zoals Neuquén, Chubut, Río Negro en steden als Rosario, Villa Gesell en Bariloche. In Brazilië geldt enkel een verbod op plastic tassen in de miljoenenstad São Paulo en de deelstaat Rio de Janeiro.

### Noord-Amerika

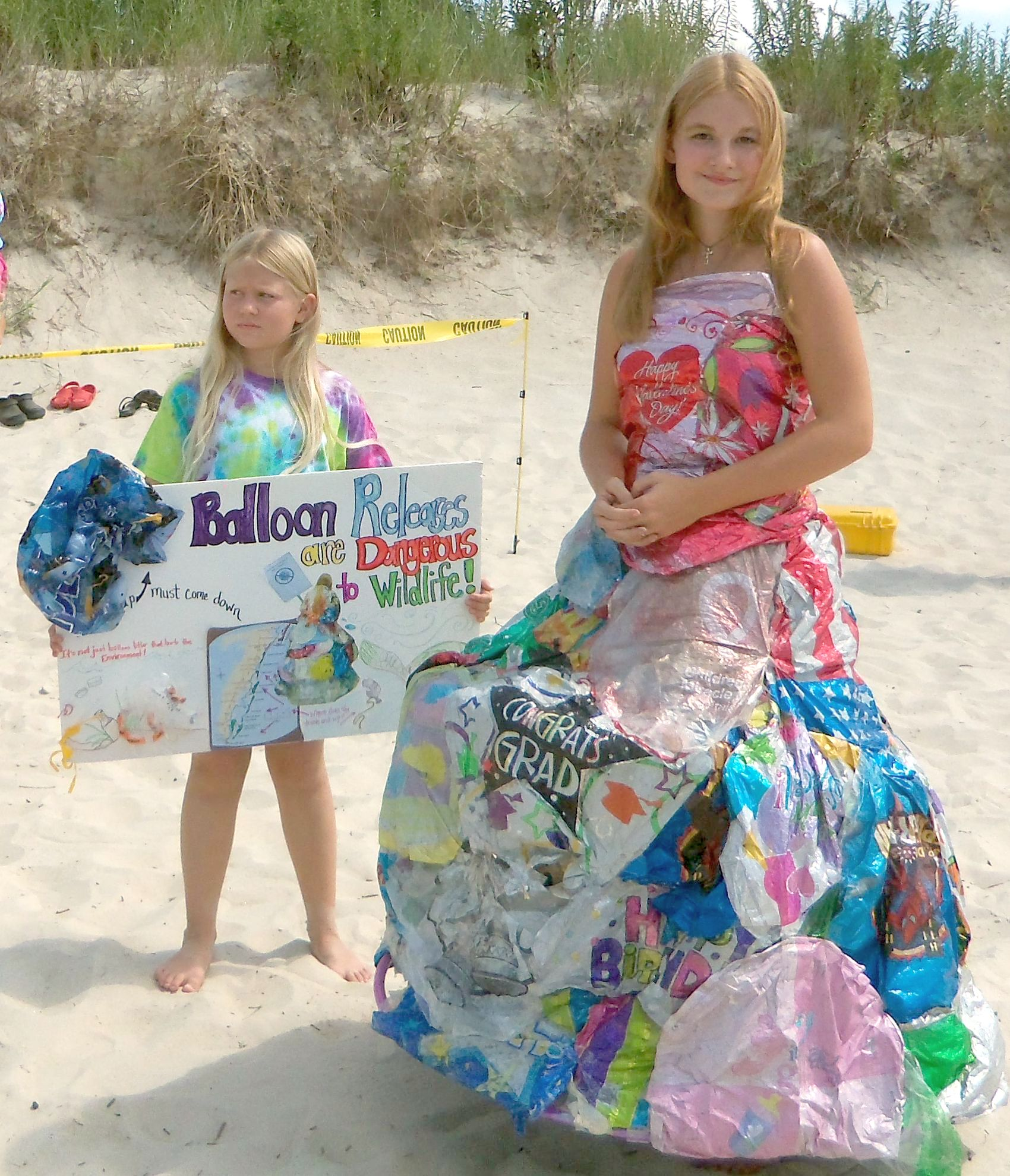
Een jurk gemaakt van ballonnen gevonden bij het zwerfvuil om de aandacht te vestigen op het groeiende probleem van afval in zee

Anno 2022 is er geen nationale wetgeving van kracht op vergoeding voor plastic zakken of een verbod in de Verenigde Staten. Echter hebben de staten Californië, Connecticut, Delaware, Hawaï (de facto), Maine, New Jersey, New York, Oregon, Vermont, en Washington, en het grondgebied van Amerikaans-Samoa, Guam, de Noordelijke Marianen, de Amerikaanse Maagdeneilanden en Puerto Rico al maatregelen ingevoerd. Meer dan 100 county's en gemeenten hebben verordeningen uitgevaardigd die ofwel een vergoeding opleggen voor plastic tassen, ofwel deze volledig verbieden.
In Canada kondigden in juni 2022 de minister van Milieu en Klimaatverandering Steven Guilbeault en de minister van Volksgezondheid Jean-Yves Duclos maatregelen aan om plastic voor eenmalig gebruik te verbieden.

### Oceanië
Hoewel er in Australië geen landelijk verbod is op lichtgewicht tassen, zijn ze in alle staten en territoria verboden. Coles Bay, Tasmanië was in 2003 de eerste locatie in Australië waar lichtgewicht plastic tassen werden verboden. De introductie van het "Zero waste"-programma in Zuid-Australië leidde in mei 2009 tot het verbod op lichtgewicht tassen. Er wordt geschat dat er elk jaar 400 miljoen tassen worden bespaard. Het Australisch Hoofdstedelijk Territorium en het Noordelijk Territorium legden een verbod op in 2011, Tasmanië in 2013, West-Australië en Queensland volgden in juli 2018. In Victoria werd in november 2019 het verbod ingevoerd en ten slotte in New South Wales in juni 2022.
In Nieuw-Zeeland kondigden premier Jacinda Ardern en minister van Milieu Eugenie Sage van de Labour-regering op 10 augustus 2018 aan om plastic tassen voor eenmalig gebruik binnen een jaar uit te faseren. Nieuw-Zeeland is een van de grootste producenten van stedelijk afval in de ontwikkelde wereld, per hoofd van de bevolking, volgens gegevens van de OESO. Op 18 december 2018 kondigde de Labour-regering aan dat vanaf 1 juli 2019 alle plastic boodschappentassen, inclusief biologisch afbreekbare, composteerbare en oxy-afbreekbare tassen die handvatten hebben met een dikte van minder dan 70 micron, worden verboden. Winkeliers die zich niet aan de regels houden, kunnen boetes krijgen tot NZD $ 100.000.

## Obstructie door grote plasticproducenten
De tien bedrijven die het meeste plastic ter wereld produceren, The Coca-Cola Company, Colgate-Palmolive, Danone, Mars Incorporated, Mondelēz International, Nestlé, PepsiCo, Perfetti Van Melle, Procter & Gamble en Unilever, vormden een goed gefinancierd netwerk dat decennialang de inspanningen van de overheid en de gemeenschap heeft gesaboteerd om de plasticvervuilingscrisis aan te pakken, volgens een gedetailleerd onderzoeksrapport van de Changing Markets Foundation. Het onderzoek documenteert hoe deze bedrijven de wetgeving vertragen en tegenwerken, zodat ze consumenten kunnen blijven overspoelen met plastic wegwerpverpakkingen. Deze grote plasticproducenten hebben de publieke angst voor de coronapandemie uitgebuit om te werken aan het vertragen en omkeren van de bestaande regelgeving voor het verwijderen van plastic. De tien grote plasticproducenten hebben vrijwillige toezeggingen gedaan voor de verwijdering van plastic afval als een list om regeringen ervan te weerhouden aanvullende regelgeving op te leggen.

### Misleiding van het publiek over recycling
Al in het begin van de jaren 1970 begrepen leiders van de petrochemische industrie dat het overgrote deel van het plastic dat ze produceerden nooit zou worden gerecycled. In een rapport uit april 1973, geschreven door wetenschappers uit de sector, staat bijvoorbeeld dat het sorteren van de honderden verschillende soorten plastic onhaalbaar en onbetaalbaar is. Tegen het einde van de jaren 1980 wisten de industrieleiders ook dat het publiek een goed gevoel moest behouden bij het kopen van plastic producten als hun industrie wilde blijven bloeien en ze moesten de voorgestelde wetgeving om het verkochte plastic te reguleren de kop inslaan. Dus lanceerde de industrie een bedrijfspropagandacampagne van US$ 50 miljoen per jaar, gericht op het Amerikaanse publiek met de boodschap dat plastic kan en wordt gerecycled en lobbyde bij Amerikaanse gemeenten om dure inzamelingsprogramma's voor plastic afval te lanceren en bij Amerikaanse staten om de etikettering te eisen van plastic producten en containers met recyclingsymbolen. Ze waren er echter van overtuigd dat de recyclinginitiatieven uiteindelijk niet zouden leiden tot het terugwinnen en hergebruiken van plastic in hoeveelheden die nauwelijks voldoende waren om hun winst te schaden bij de verkoop van nieuwe plastic producten, omdat ze begrepen dat de recyclinginspanningen die ze promootten waarschijnlijk zouden mislukken. Meer recentelijk hebben marktleiders plannen gemaakt voor 100% recycling van het plastic dat ze produceren tegen 2040, waarbij wordt opgeroepen tot efficiëntere inzameling, sortering en verwerking.
Op 24 oktober 2022 publiceerde Greenpeace USA een rapport over de recyclage van plastic in de Verenigde Staten. Daaruit blijkt dat door de Amerikaanse huishoudens in 2021 51 miljoen ton plasticafval werd gebruikt, waarvan slechts 2,4 miljoen ton werd gerecycleerd. Recycleerbare plastic wordt in zeven categorieën ingedeeld, namelijk polyethyleentereftalaat (pet), hogedichtheidpolyetheen (HDPE), polyvinylchloride (pvc), lagedichtheidpolyetheen (LPPE), polypropeen (PP), polystyreen (PS), geëxpandeerd polystyreen (EPS) en andere (zoals o.a. babyflessen, waterkoelerflessen, allerhande plastic verpakkingen). Van deze zeven categorieën worden slechts twee soorten aanvaard in de Amerikaanse recyclagecentra, namelijk polyethyleentereftalaat (pet), dat gewoonlijk wordt gebruikt voor water- en frisdrankflessen, en  hogedichtheidpolyetheen (HDPE), dat wordt gebruikt voor onder andere shampooflessen of huishoudelijke producten. De recyclagepercentages bedragen 20,9 procent voor pet en 10,3 procent voor HDPE. Van de andere vijf categorieën waaronder plastic zakken, kinderspeelgoed, en yoghurtverpakkingen, wordt minder dan 5 procent gerecycleerd. Het lage recyclagepercentage van plastic heeft meerdere redenen, onder andere omdat plastic moeilijk kan verzameld worden en gemengde plastic niet samen kan gerecycleerd worden. Bovendien is recyclage een vervuilend proces dat ook economisch niet rendabel is.

## Internationale acties ter bewustwording

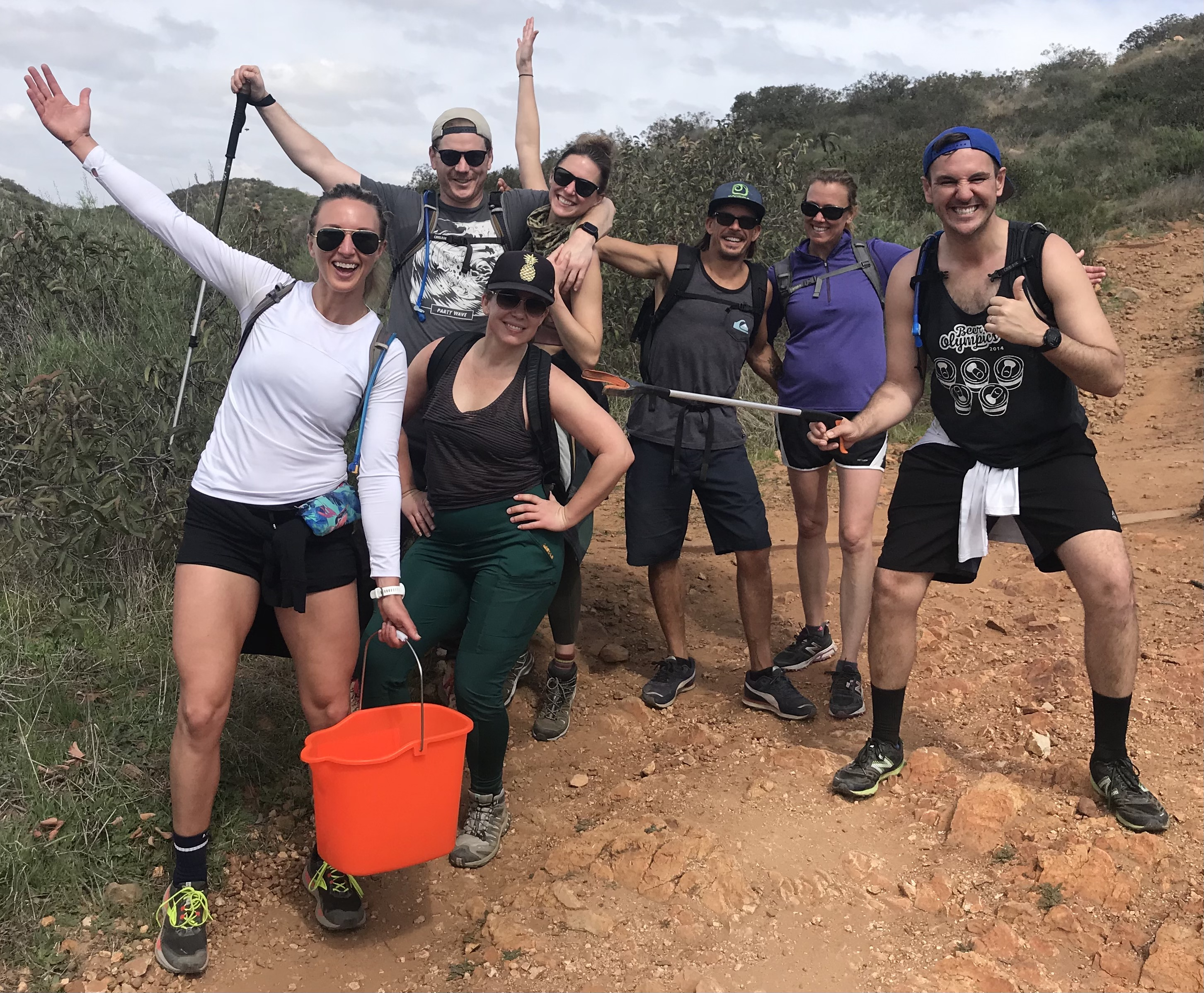
Ploggers in de VS

### Earth Day
Earth Day (Dag van de Aarde) is een jaarlijks evenement dat doorgaat op 22 april en in het teken staat van milieubescherming. De eerste Earth Day ging door in 1970 in de Verenigde Staten. Anno 2022 namen er met meer dan 500 miljoen mensen deel in 174 landen over de hele wereld waaronder ook België en Nederland.

### World Cleanup Day
Sinds 15 september 2018 wordt jaarlijks de World Cleanup Day georganiseerd waarbij miljoenen vrijwilligers over de gehele wereld zwerfafval opruimen. Het initiatief tot de World Cleanup Day is afkomstig uit Estland waar op 3 mei 2008 onder het mottoTeeme ära 2008 (Let’s do it 2008) een eerste grootscheepse opruimactie georganiseerd werd waar meer dan 50.000 Esten aan deelnamen.

### World Environment Day
De World Environment Day (Wereldmilieudag) wordt sinds 1974 jaarlijks op 5 juni door de Verenigde Naties georganiseerd. De bedoeling is om overheden en bevolking stil te laten staan bij ons milieu en het bewustzijn hierover te verbeteren.

### The Garbage Patch State
The Garbage Patch State is een doorlopend transmediaal milieukunstwerk van de Italiaanse artiest Maria Cristina Finucci. Het project heeft tot doel het bewustzijn te vergroten over het milieurisico van de vuilnisbelt in de noorden van de Stille Oceaan, veroorzaakt door de verspreiding van plastic afval in de oceanen. Installaties, performances en video's worden uitgevoerd onder het beschermheerschap van UNESCO en het Italiaanse ministerie van milieu. Op 11 april 2013 vond in de "Salle des pas perdus" van het UNESCO-hoofdkwartier in Parijs de eerste presentatie van The Garbage Patch State plaats met de tentoonstelling van een grootschalige installatie en performance-art.